# Semur-en-Auxois
Semur-en-Auxois (prononcé [səmyːʁɑ̃noː(k)swɑ]) est une commune française située dans le département de la Côte-d'Or en région Bourgogne-Franche-Comté.

## Géographie

### Description
Située à l'ouest de la Côte-d'Or, au cœur de la Bourgogne, émergeant d'une boucle de l'Armançon, Semur-en-Auxois est dressée sur un plateau de granit rose.
La ville se situe dans la plus vaste des quatre vallées formant le pays d'Auxois (région), au carrefour des contreforts du Morvan, des plaines du Châtillonnais et des abords de l'Autunois.

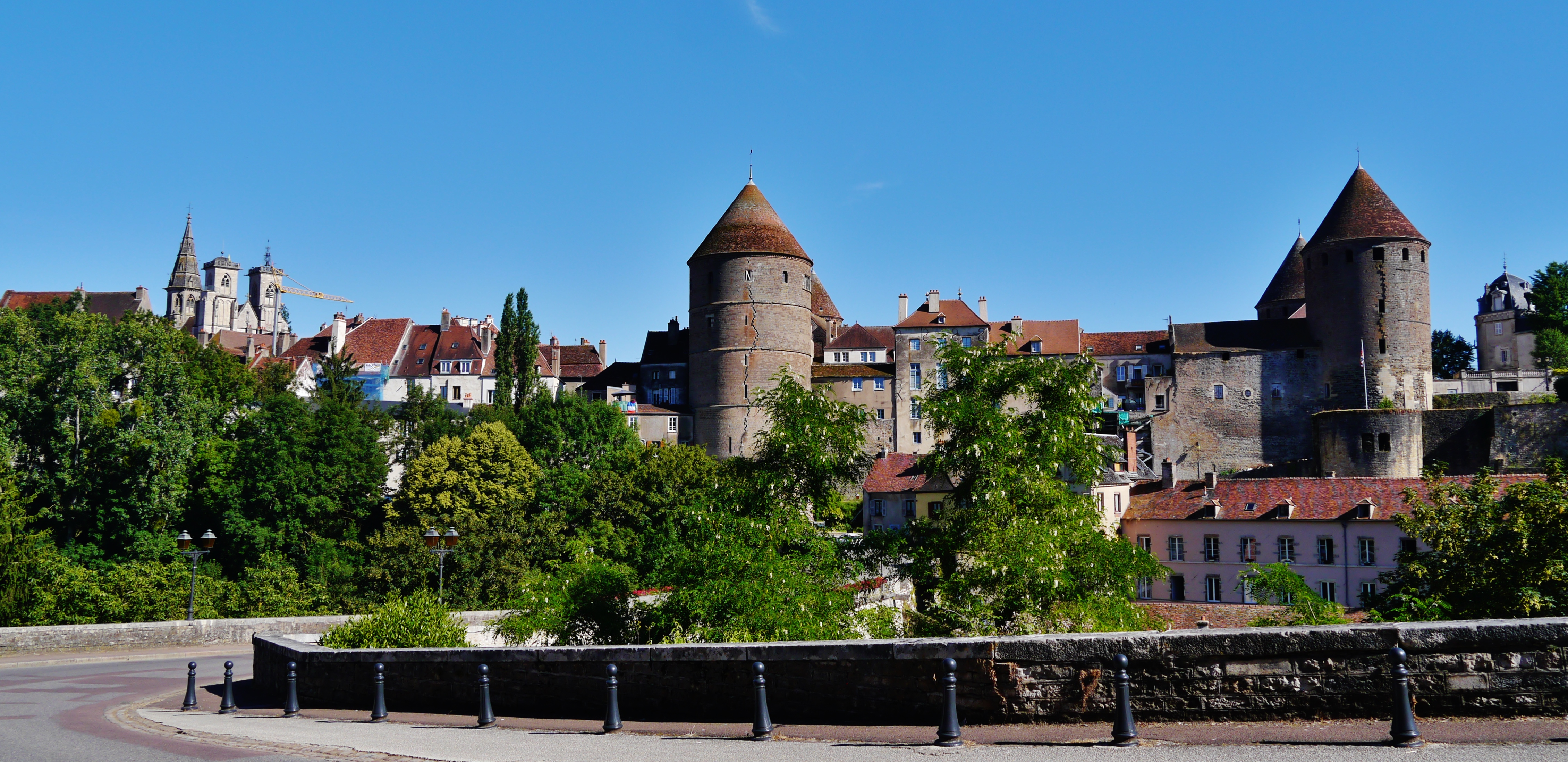
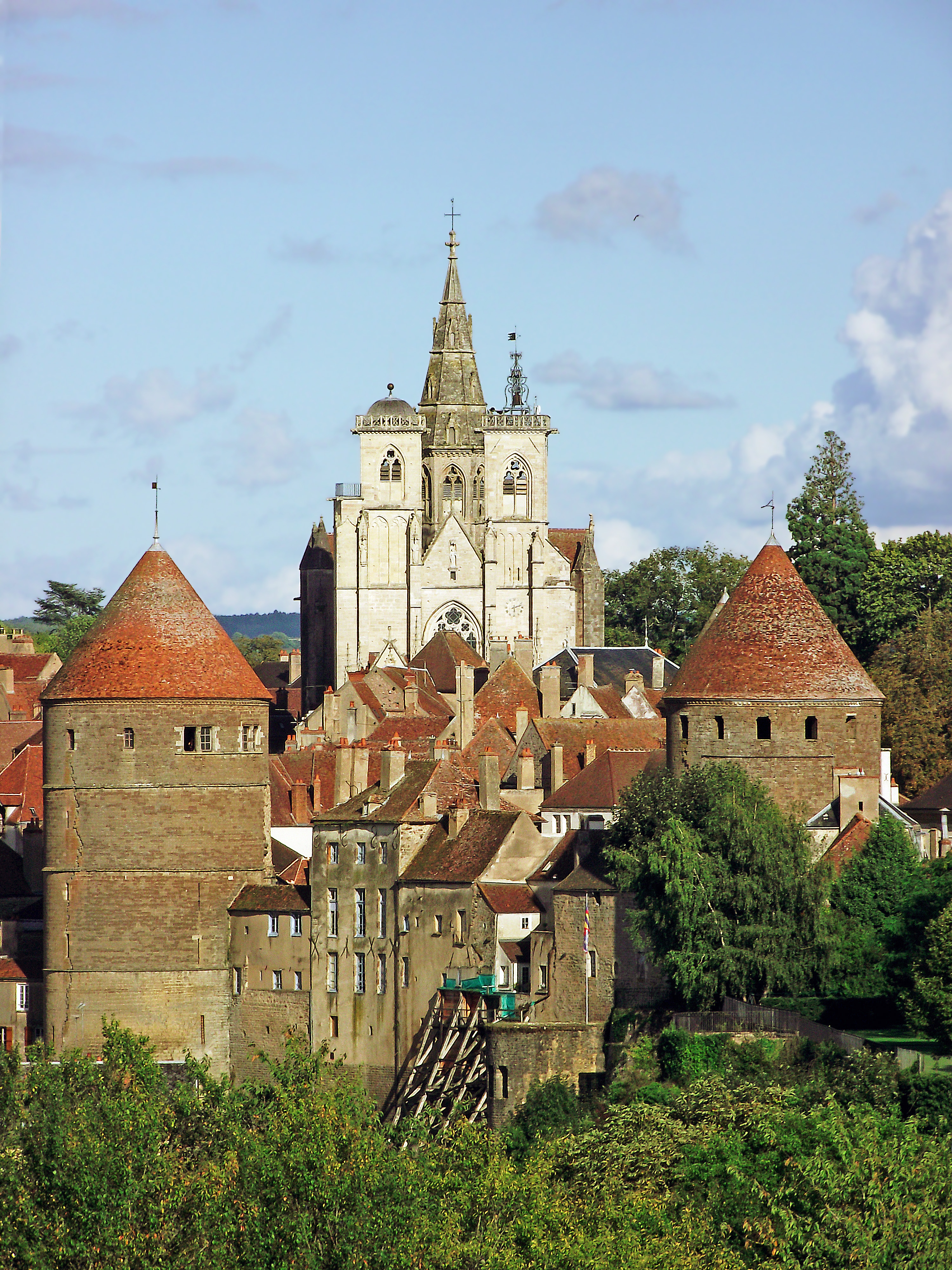
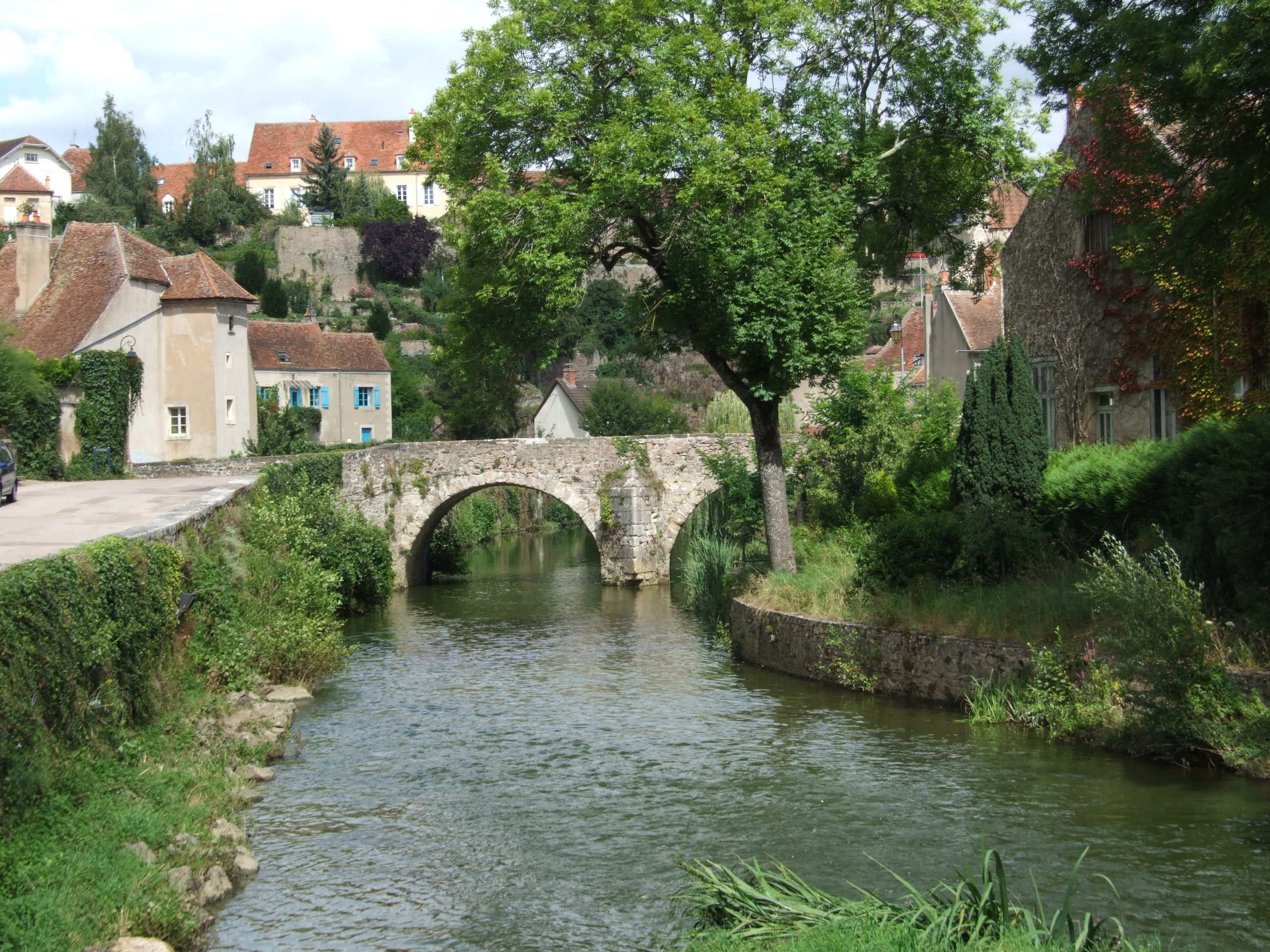

### Communes limitrophes
Les communes limitrophes sont Lantilly, Courcelles-lès-Semur, Millery, Pont-et-Massène, Vic-de-Chassenay, Villars-et-Villenotte et Le Val-Larrey.

### Hydrographie

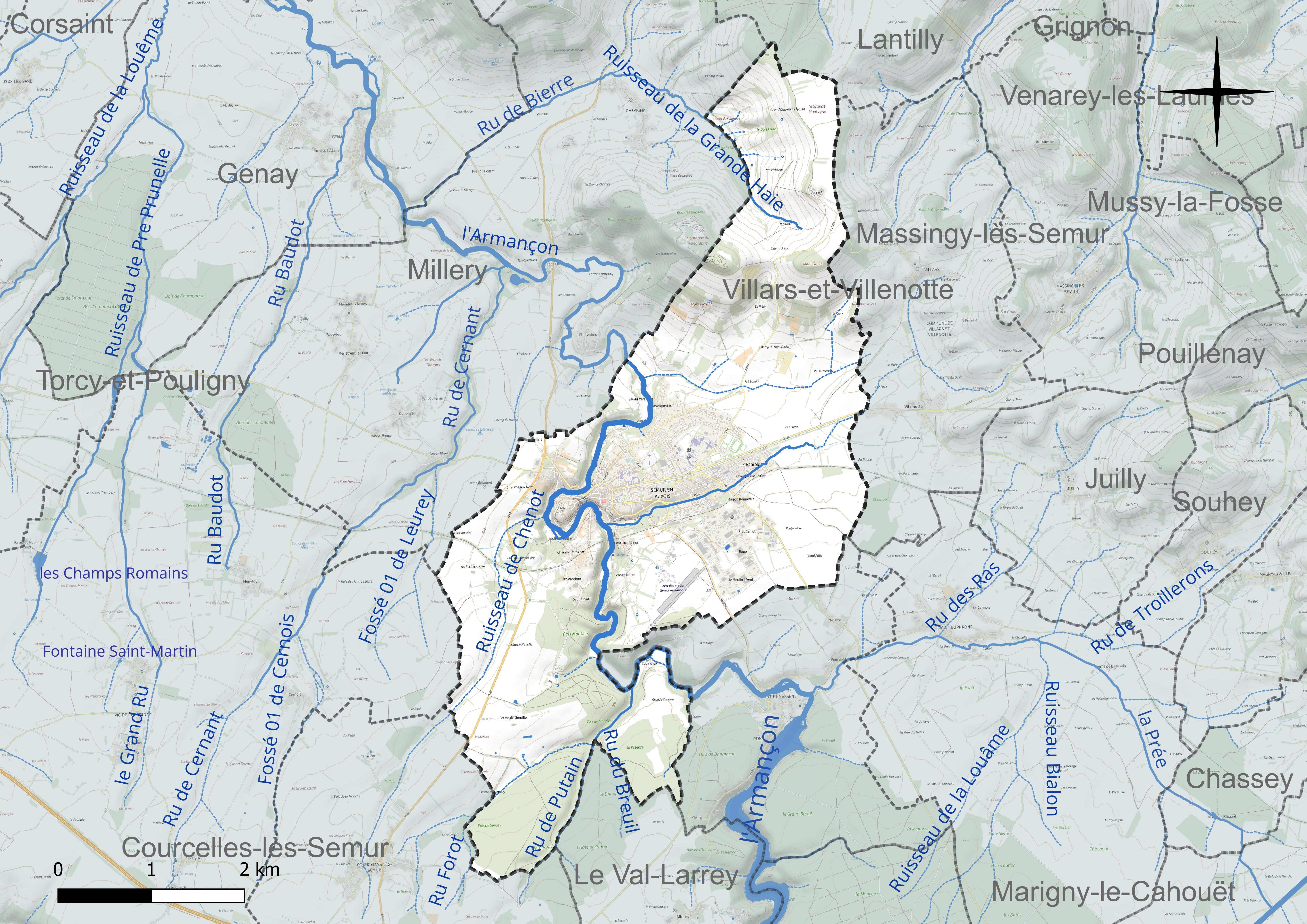
Carte hydrographique de la commune.

La commune est drainée par l'Armançon, un affluent en rive droite important de l'Yonne, dans le bassin collecteur de la Seine.
Plusieurs ruisseaux y confluent.

### Climat
Pour des articles plus généraux, voir Climat de la Bourgogne-Franche-Comté et Climat de la Côte-d'Or.
En 2010, le climat de la commune est de type climat des marges montargnardes, selon une étude du Centre national de la recherche scientifique s'appuyant sur une série de données couvrant la période 1971-2000. En 2020, Météo-France publie une typologie des climats de la France métropolitaine dans laquelle la commune est exposée à un climat océanique altéré et est dans la région climatique Lorraine, plateau de Langres, Morvan, caractérisée par un hiver rude (1,5 °C), des vents modérés et des brouillards fréquents en automne et hiver.
Pour la période 1971-2000, la température annuelle moyenne est de 10,3 °C, avec une amplitude thermique annuelle de 15,9 °C. Le cumul annuel moyen de précipitations est de 786 mm, avec 12,5 jours de précipitations en janvier et 7,7 jours en juillet. Pour la période 1991-2020, la température moyenne annuelle observée sur la station météorologique installée sur la commune est de 11,2 °C et le cumul annuel moyen de précipitations est de 778,0 mm,. Pour l'avenir, les paramètres climatiques de la commune estimés pour 2050 selon différents scénarios d'émission de gaz à effet de serre sont consultables sur un site dédié publié par Météo-France en novembre 2022.
| Mois                                  | jan.            | fév.             | mars            | avril         | mai           | juin           | jui.          | août           | sep.          | oct.            | nov.           | déc.            | année     |
| ------------------------------------- | --------------- | ---------------- | --------------- | ------------- | ------------- | -------------- | ------------- | -------------- | ------------- | --------------- | -------------- | --------------- | --------- |
| Température minimale moyenne (°C)     | 0,3             | 0,2              | 2,4             | 4,5           | 8,3           | 11,7           | 13,7          | 13,6           | 10            | 7,5             | 3,6            | 1,3             | 6,4       |
| Température moyenne (°C)              | 3,3             | 3,9              | 7,3             | 10            | 13,9          | 17,6           | 19,9          | 19,7           | 15,6          | 11,8            | 7              | 4,1             | 11,2      |
| Température maximale moyenne (°C)     | 6,2             | 7,6              | 12,2            | 15,5          | 19,5          | 23,5           | 26            | 25,9           | 21,3          | 16,2            | 10,3           | 7               | 15,9      |
| Record de froid (°C) date du record   | −24 09.01.1985  | −16,8 21.02.1986 | −15,2 01.03.05  | −7,3 04.04.22 | −2 03.05.1985 | 2,1 05.06.1991 | 4,9 02.07.11  | 0,4 24.08.1980 | 0,5 20.09.12  | −6,1 30.10.1997 | −10,2 30.11.10 | −17,9 20.12.09  | −24 1985  |
| Record de chaleur (°C) date du record | 16,8 05.01.1999 | 21,7 24.02.1990  | 24,7 30.03.1989 | 28,3 30.04.05 | 31,8 24.05.09 | 37,5 27.06.19  | 39,8 25.07.19 | 40,5 12.08.03  | 34,9 05.09.23 | 31,1 02.10.23   | 21,8 08.11.15  | 18,3 16.12.1989 | 40,5 2003 |
| Précipitations (mm)                   | 61,8            | 53,5             | 52,7            | 63,6          | 77,4          | 67,1           | 63,1          | 59             | 64,7          | 73              | 73,8           | 68,3            | 778       |

## Urbanisme

### Typologie
Au 1er janvier 2024, Semur-en-Auxois est catégorisée bourg rural, selon la nouvelle grille communale de densité à 7 niveaux définie par l'Insee en 2022.
Elle appartient à l'unité urbaine de Semur-en-Auxois, une unité urbaine monocommunale constituant une ville isolée,. Par ailleurs la commune fait partie de l'aire d'attraction de Semur-en-Auxois, dont elle est la commune-centre,. Cette aire, qui regroupe 54 communes, est catégorisée dans les aires de moins de 50 000 habitants,.

### Occupation des sols

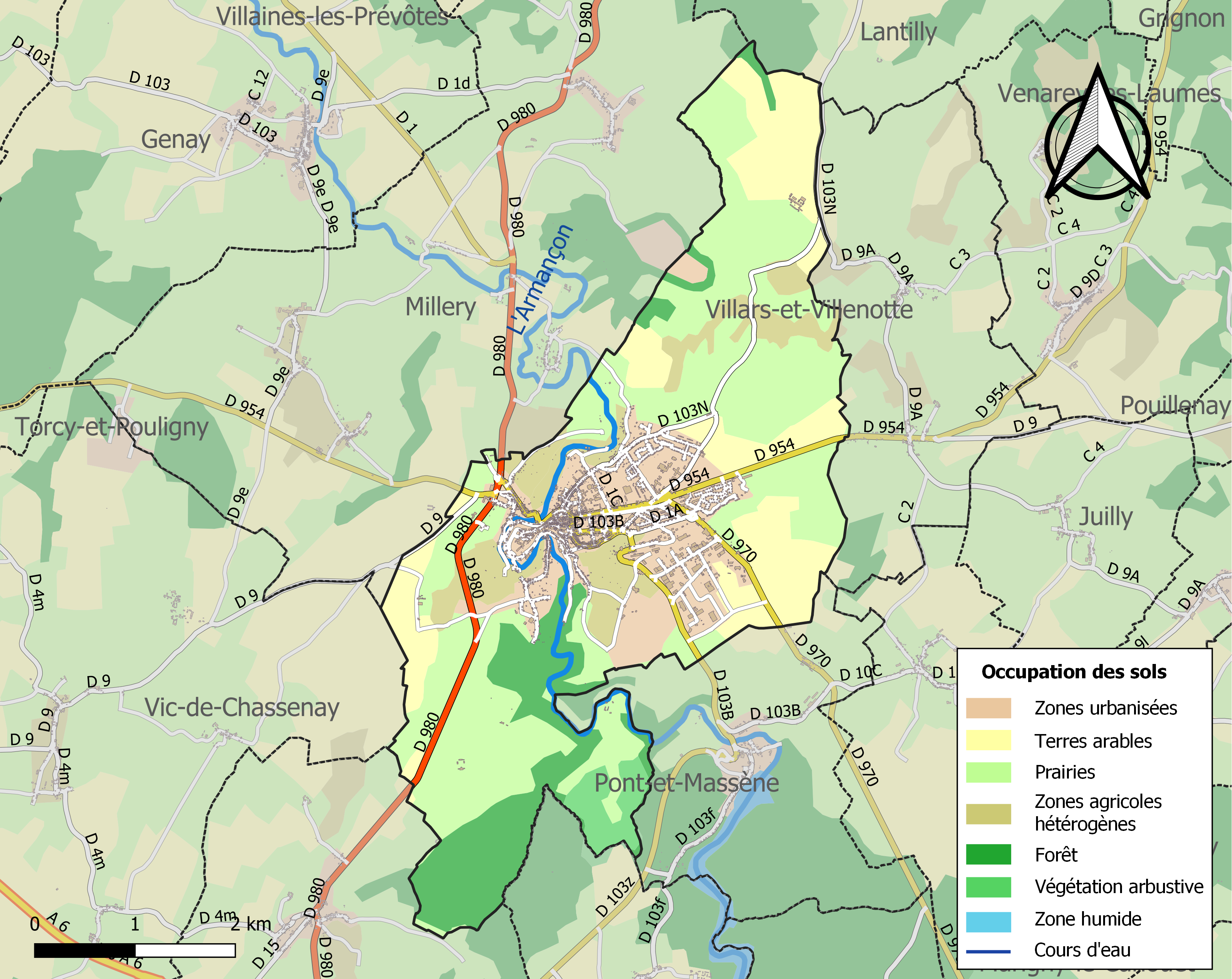
Carte des infrastructures et de l'occupation des sols de la commune en 2018 (CLC).

L'occupation des sols de la commune, telle qu'elle ressort de la base de données européenne d’occupation biophysique des sols Corine Land Cover (CLC), est marquée par l'importance des territoires agricoles (67,1 % en 2018), en diminution par rapport à 1990 (69,6 %). La répartition détaillée en 2018 est la suivante : prairies (39,3 %), terres arables (17,8 %), zones urbanisées (12,3 %), forêts (12,2 %), zones agricoles hétérogènes (10 %), zones industrielles ou commerciales et réseaux de communication (5,8 %), milieux à végétation arbustive et/ou herbacée (2,3 %), espaces verts artificialisés, non agricoles (0,3 %).
L'évolution de l’occupation des sols de la commune et de ses infrastructures peut être observée sur les différentes représentations cartographiques du territoire : la carte de Cassini (XVIIIe siècle), la carte d'état-major (1820-1866) et les cartes ou photos aériennes de l'IGN pour la période actuelle (1950 à aujourd'hui).

### Habitat et logement
En 2018, le nombre total de logements dans la commune était de 2 545, alors qu'il était de 2 419 en 2013 et de 2 313 en 2008.
Parmi ces logements, 80 % étaient des résidences principales, 6,9 % des résidences secondaires et 13,2 % des logements vacants. Ces logements étaient pour 49 % d'entre eux des maisons individuelles et pour 48,6 % des appartements.
Le tableau ci-dessous présente la typologie des logements à Semur-en-Auxois en 2018 en comparaison avec celle de la Côte-d'Or et de la France entière. Une caractéristique marquante du parc de logements est ainsi une proportion de résidences secondaires et logements occasionnels (6,9 %) supérieure à celle du département (5,6 %) et à celle de la France entière (9,7 %). Concernant le statut d'occupation de ces logements, 40,4 % des habitants de la commune sont propriétaires de leur logement (40,2 % en 2013), contre 59,9 % pour la Côte-d'Or et 57,5 pour la France entière.
| Typologie                                               | Semur-en-Auxois | Côte-d'Or | France entière |
| ------------------------------------------------------- | --------------- | --------- | -------------- |
| Résidences principales (en %)                           | 80              | 86        | 82,1           |
| Résidences secondaires et logements occasionnels (en %) | 6,9             | 5,6       | 9,7            |
| Logements vacants (en %)                                | 13,2            | 8,4       | 8,2            |

### Voies de communication et transports
Semur-en-Auxois est située sur l'ancienne  route nationale 80  (actuelle RD 980) entre Montbard et Saulieu, et dispose d'une sortie de l'autoroute A6.
Il demeure la présence d'un ancien viaduc ferroviaire au-dessus de l'Armançon, témoin d'une ancienne ligne de train.

## Toponymie
Attestée sous la forme Sinemuro vers 545.
Du latin sine muro, « sans mur » d'enceinte.

## Histoire

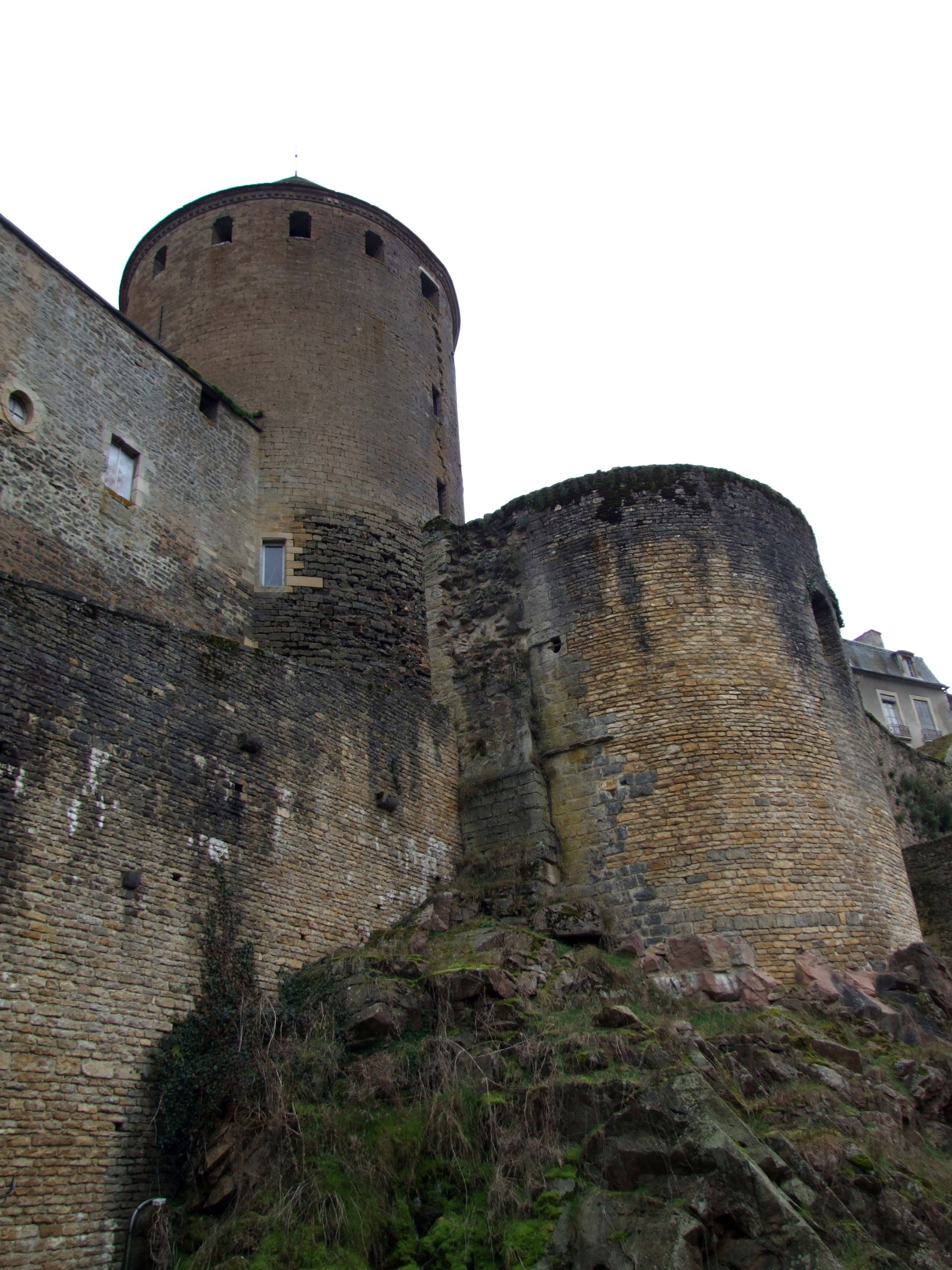
La tour de la Géhenne.

### Antiquité
C'est en 606, dans la charte de fondation de l'abbaye de Flavigny-sur-Ozerain, que l'on trouve la première trace écrite de Semur, nommée alors sene muro (vieilles murailles) soulignant ainsi le caractère défensif et ancestral du site.

### Moyen Âge
Au Haut Moyen Âge, le noyau d'habitats primitifs est groupé autour du méandre de l'Armançon. Au XIe siècle, Semur devient le chef-lieu du comté d'Auxois intégré au duché de Bourgogne.
Au fil des siècles, Semur se développe. En 1276 elle devient commune et bénéficie de l'octroi d'une charte communale octroyée par le duc de Bourgogne Robert II au moment où se crée le bailliage d'Auxois,. Ce dernier, l'un des six que comptait le duché de Bourgogne, s'étendait de Nuits (Nord) à Sainte-Sabine (Sud) et d'Avallon (Ouest) à Flavigny-sur-Ozerain (Est).
La ville prend toute son ampleur au milieu du XIVe siècle, au moment de la guerre de Cent Ans, quand le duc Philippe le Hardi décide de renforcer les défenses naturelles du site par une enceinte flanquée de tours et une place forte dite le Donjon placée entre le quartier du Château et le bourg qui s'est développé autour du prieuré Notre-Dame.
La vie religieuse est intense, avec deux paroisses et des établissements monastiques qui ne cessent de croître au cours du temps.
Quant à la vie économique, elle est notamment rythmée par la tenue de sept foires : la foire du Château de la Saint-Vincent (le 22 janvier), la foire de Notre-Dame en mars (25 mars), la foire de Quasimodo (premier dimanche après Pâques, entre le 29 mars et le 2 mai), la foire de la Trinité (entre le 17 mai et le 20 juin), la foire du Château de la Saint-Éloi (25 juin), la foire de l'Assomption de Notre-Dame (15 août) et la foire du Château avant la Saint-André (entre le 23 et le 29 novembre).

### Semur-en-Auxois sous l'Ancien Régime
Place forte de l'Auxois, Semur est fidèle aux ducs de Bourgogne, au point de s'opposer à l'autorité royale. Une position qu'elle paie au prix fort quand, en 1478, les troupes françaises de Louis XI investissent la ville et l'occupent.
Semur-en-Auxois est cartographiée dans la version française de La Cosmographie Universelle de tout le monde, imprimée en 1575 à Paris par Nicolas Chesneau et Michel Sonnius. Le plan de la ville est accompagné d'un texte de François de Bellefores.
Durant les Guerres de Religion, Semur-en-Auxois reste fidèle au roi. Jusqu'en mars 1589, la ville est aux mains des ligueurs. À cette date, les royalistes, menés par Guillaume de Saulx, fils du maréchal de Tavannes, mettent le siège devant la ville. Le maire Blanot, chargé de la défense de la ville, se rend rapidement aux armées royalistes. Quant à la garnison du donjon, commandée par le capitaine Laplume, elle cède le lendemain. Henri IV, dans une ordonnance de 1602, décide le démantèlement des fortifications.

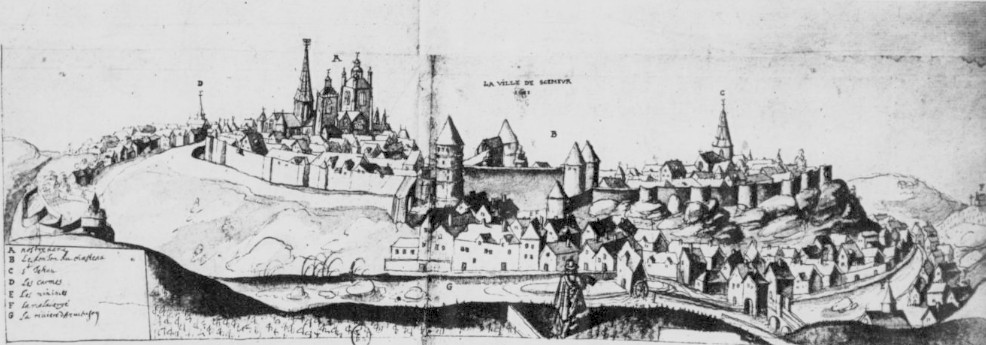
Semur-en-Auxois en 1611

La ville perd sa vocation défensive pour devenir la capitale du bailliage d'Auxois, avec tout ce que cela comporte comme prérogatives (présidial, grenier à sel...).
En 1790, elle devient chef-lieu du district de Semur puis de l'arrondissement de Semur en 1800. Elle le reste jusqu'en 1926, où la sous-préfecture est transférée à Montbard.
Pour suivre le décret de la Convention du 25 vendémiaire an II invitant les communes ayant des noms pouvant rappeler les souvenirs de la royauté, de la féodalité ou des superstitions, à les remplacer par d'autres dénominations, la commune porte le nom abrégé de « Semur ».

### Époque contemporaine
Au XIXe siècle, comme de nombreux édifices en France et surtout en Bourgogne, Semur-en-Auxois bénéficie des travaux de rénovation entrepris par Eugène Viollet-le-Duc. Entre 1843 et 1855, ces restaurations concernent la collégiale Notre-Dame (1843-1855) et les remparts (1843-1850).

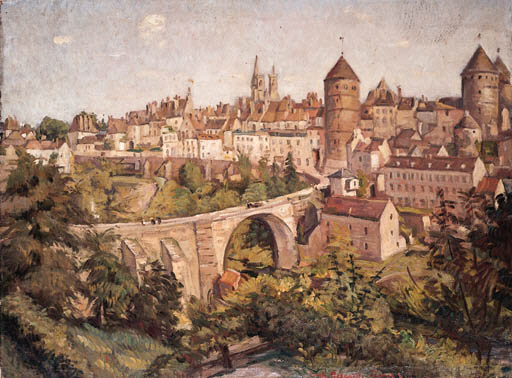
Emile Bernard, Semur-en-Auxois en 1907

La ville a bénéficié d'une gare pour les voyageurs de 1876 à 1953 sur la ligne de Maison-Dieu aux Laumes-Alésia. L'Association du chemin de fer touristique de l'Auxois (ACTA) a fait circuler un autorail ancien X 4787 repeint aux couleurs de l'association sur le tronçon Les Laumes - Époisses durant chaque samedi de juin à septembre et les dimanches de juillet et août depuis le 13 avril 2013. Du fait d'un déraillement d'un convoi de fret survenu en 2013, toutes les circulations ont été interrompues sur l'ensemble de la section Les Laumes - Époisses, cette situation reste inchangée début 2018[réf. nécessaire].

## Politique et administration

### Rattachements administratifs et électoraux

#### Rattachements administratifs
La commune était jusqu'en 1926 le chef-lieu de l'arrondissement de Semur du département de la Côte-d'Or, année où elle est rattachée à l'arrondissement de Montbard.
Elle était depuis 1793 le chef-lieu du canton de Semur-en-Auxois. Dans le cadre du redécoupage cantonal de 2014 en France, cette circonscription administrative territoriale a disparu, et le canton n'est plus qu'une circonscription électorale.

#### Rattachements électoraux
Pour les élections départementales, la commune fait partie depuis 2014 d'un nouveau canton de Semur-en-Auxois
Pour l'élection des députés, elle fait partie de la quatrième circonscription de la Côte-d'Or.

### Intercommunalité
Semur-en-Auxois était le siège de la petite communauté de communes du Sinémurien, un établissement public de coopération intercommunale (EPCI) à fiscalité propre créé en 2002 et auquel la commune avait transféré un certain nombre de ses compétences, dans les conditions déterminées par le code général des collectivités territoriales.
Dans le cadre des dispositions de la loi portant nouvelle organisation territoriale de la République du 7 août 2015, qui prévoit que les établissements publics de coopération intercommunale (EPCI) à fiscalité propre doivent avoir un minimum de 15 000 habitants, cette intercommunalité a fusionné avec ses voisines pour former, le 1er janvier 2017, la communauté de communes des Terres d'Auxois dont la commune est désormais le siège.

### Tendances politiques et résultats
Lors du second tour des élections municipales de 2014 dans la Côte-d'Or, la liste SE menée par Catherine Sadon obtient la majorité absolue des suffrages exprimés, avec 1 205 voix (56,73 %, 21 conseillers municipaux élus dont 15 communautaires), devançant largement celle DVD menée par le maire sortant, qui a obtenu 919 voix (6 conseillers municipaux élus, dont 4 communautaires).
Lors de ce scrutin, 24,18 % des électeurs se sont abstenus,.
Lors du premier tour des élections municipales de 2020 dans la Côte-d'Or, la liste DVC menée par la maire sortante Catherine Sadon obtient la majorité absolue des suffrages exprimés, avec 1 087 voix (24 conseillers municipaux élus, dont 17 communautaires), devançant celle DVG menée par Patricia Lasnier-Bina, qui a obtenu 431 voix (3 conseillers municipaux élus, tous élus conseillers communautaires).
Lors de ce scrutin marqué par la pandémie de Covid-19 en France, 43,08 % des électeurs se sont abstenus.

### Liste des maires
| Période                                  | Période                   | Identité                          | Étiquette     | Qualité |
| ---------------------------------------- | ------------------------- | --------------------------------- | ------------- | --- |
| Les données manquantes sont à compléter. |                           |                                   |               | |
| (an XII)                                 |                           | Philibert Hugues Gueneau d'Aumont |               | |
| 19 mai 1819                              | 4 octobre 1830            | Florent Joly de Saint-Florent     |               | Propriétaire |
| 114 décembre 1840                        |                           | Florent Joly de Saint-Florent     |               | Propriétaire Conseiller général de Semur-en-Auxois (1852 → 1858)                                                                 |
| 1855                                     | 1870                      | Armand Bruzard.                   |               | |
| 19 mai 1871                              |                           | M. Claude Bouille                 |               | |
| 17 mai 1874                              |                           | Ambroise Ravanier                 |               | |
| 18 juin 1876                             |                           | Jean Chevalier                    |               | Conseiller d'arrondissement du canton de Semur-en-Auxois en 1882                                                                 |
| 17 février 1881                          |                           | François Verdot                   |               | |
| 14 janvier 1883                          |                           | Félix Pion                        |               | |
| 7 mai 1885                               |                           | Jean Chevalier                    |               | |
| 22 mai 1888                              |                           | Ernest Meugnot                    |               | |
| 1er mai 1889                             |                           | Louis Lenoir                      |               | |
| 17 mai 1896                              |                           | Charles Guenard                   |               | |
| 15 mai 1904                              |                           | Louis Thevenot                    |               | |
| 19 novembre 1919                         |                           | Louis Martin                      |               | |
| 15 novembre 1925                         |                           | Gustave Gaveau                    |               | Notaire Conseiller d'arrondissement (1910-1913) puis conseiller général (1913-1937)de Semur-en-Auxois                            |
| 1937                                     | 1989                      | Robert Morlevat                   | Rad. puis PRG | Directeur de caisse d'épargne Député de la Côte-d'Or (4e circ) (1962 → 1968) Conseiller général de Semur-en-Auxois (1945 → 1988) |
| 1989                                     | 1997                      | Jean-Marie Magnien                | RPR           | Biologiste Conseiller général de Semur-en-Auxois (1988 → 1994)                                                                   |
| 1997                                     | mars 2008                 | Michel Neugnot                    | PS            | Ingénieur EDF retraité Conseiller général de Semur-en-Auxois (1994 → 2001) Conseiller régional                                   |
| mars 2008                                | avril 2014                | Philippe Guyenot                  | DVD           | Agent d'assurances MMA |
| avril 2014                               | En cours (au 30 mai 2021) | Catherine Sadon                   | DVC           | Conseillère en affaires Vice-présidente de la CC des Terres d'Auxois (2020 → ) Réélue pour le mandat 2020-2026                   |

### Jumelages
- Ciney (Belgique) depuis 1962
- Cranleigh (Angleterre)
- Höhr-Grenzhausen (Allemagne) depuis 1987
- Laigueglia (Italie)

## Démographie
L'évolution du nombre d'habitants est connue à travers les recensements de la population effectués dans la commune depuis 1793. Pour les communes de moins de 10 000 habitants, une enquête de recensement portant sur toute la population est réalisée tous les cinq ans, les populations de référence des années intermédiaires étant quant à elles estimées par interpolation ou extrapolation. Pour la commune, le premier recensement exhaustif entrant dans le cadre du nouveau dispositif a été réalisé en 2007.

En 2022, la commune comptait 4 027 habitants, en évolution de −2,54 % par rapport à 2016 (Côte-d'Or : +0,82 %, France hors Mayotte : +2,11 %).
| 1793  | 1800  | 1806  | 1821  | 1836  | 1846  | 1851  | 1856  | 1861  |
| ----- | ----- | ----- | ----- | ----- | ----- | ----- | ----- | ----- |
| 4 617 | 4 291 | 5 065 | 5 053 | 4 035 | 4 129 | 3 971 | 3 708 | 3 590 |

| 1866  | 1872  | 1876  | 1881  | 1886  | 1891  | 1896  | 1901  | 1906  |
| ----- | ----- | ----- | ----- | ----- | ----- | ----- | ----- | ----- |
| 3 760 | 3 765 | 4 130 | 4 307 | 3 894 | 3 908 | 3 835 | 3 655 | 3 512 |

| 1911  | 1921  | 1926  | 1931  | 1936  | 1946  | 1954  | 1962  | 1968  |
| ----- | ----- | ----- | ----- | ----- | ----- | ----- | ----- | ----- |
| 3 411 | 3 009 | 3 042 | 3 024 | 3 017 | 3 257 | 3 324 | 3 399 | 3 812 |

| 1975  | 1982  | 1990  | 1999  | 2006  | 2007  | 2012  | 2017  | 2022  |
| ----- | ----- | ----- | ----- | ----- | ----- | ----- | ----- | ----- |
| 4 334 | 4 619 | 4 545 | 4 453 | 4 261 | 4 195 | 4 138 | 4 139 | 4 027 |

## Économie
Deux unités de production de maroquinerie du groupe Maroquinerie Thomas sont installées : Les Ateliers d'Armançon générant 22 millions de chiffre d'affaires en 2018 et 654 collaborateurs et Manufacture CTS pour 1,6 million de chiffre d'affaires en 2018 et 51 collaborateurs.
Les accordéons Hohner sont fabriqués à Semur.
La biscuiterie Mistral fondée en 1954 est installée à Semur depuis 1974.

## Culture locale et patrimoine

### Lieux et monuments
Labellisée Cité de Caractère de Bourgogne-Franche-Comté, Semur-en-Auxois conserve plusieurs édifices témoignant de son passé :
- La collégiale Notre-Dame
- L'ancien hôpital général
- Le donjon
- Les ponts sur l'Armançon (le pont Joly, le pont Pinard et le pont des Minimes)
- La promenade des remparts
- Les maisons à pans de bois et en encorbellement
- Les hôtels particuliers
- Le parc Joly, rendu récemment accessible au public[33]
- Le château de Montille
- Le lavoir du quai Baudon
- Le bateau-lavoir du Saussis
- Le viaduc ferrovaire

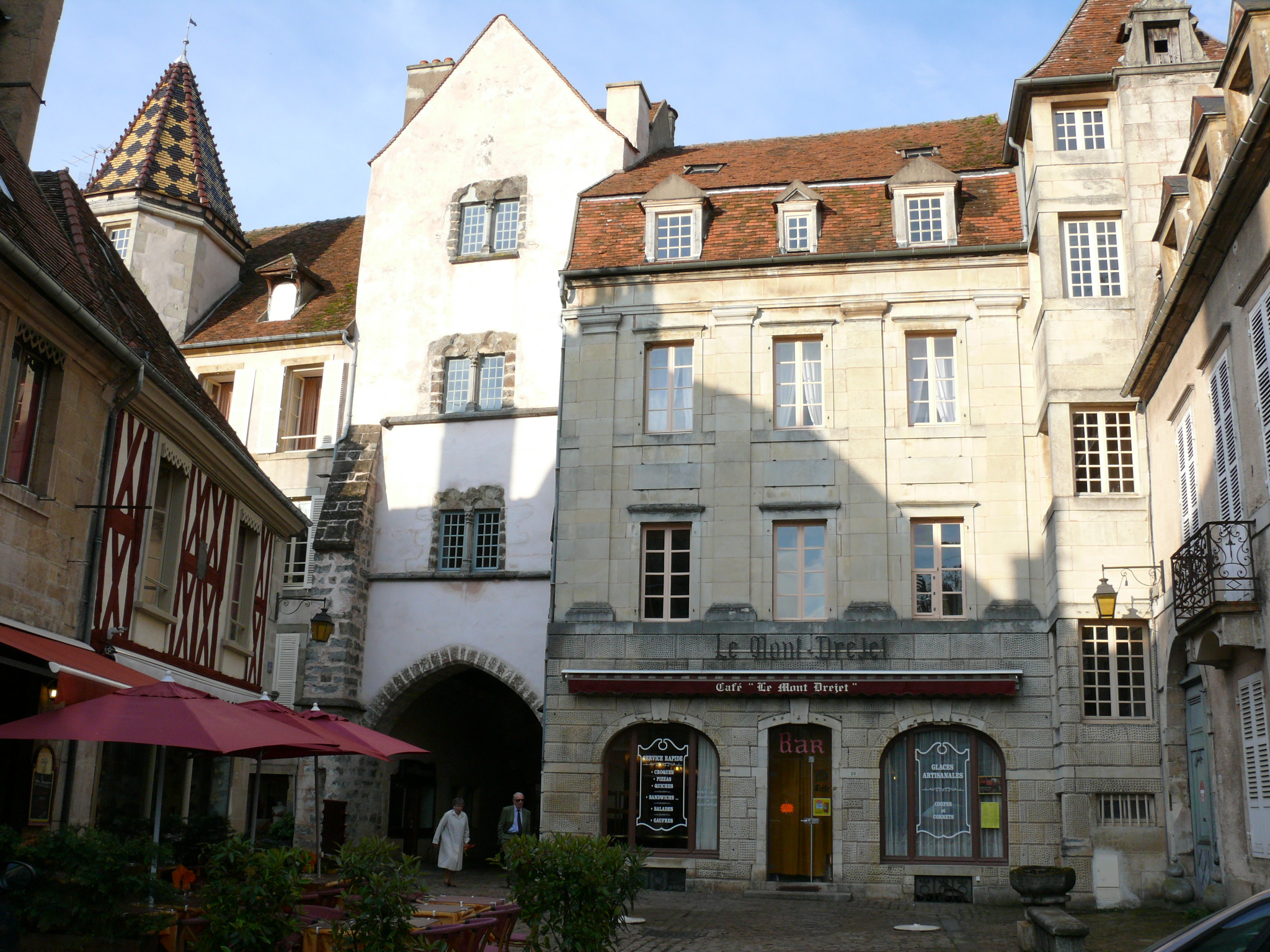
Rue Buffon - Porte Guillier.
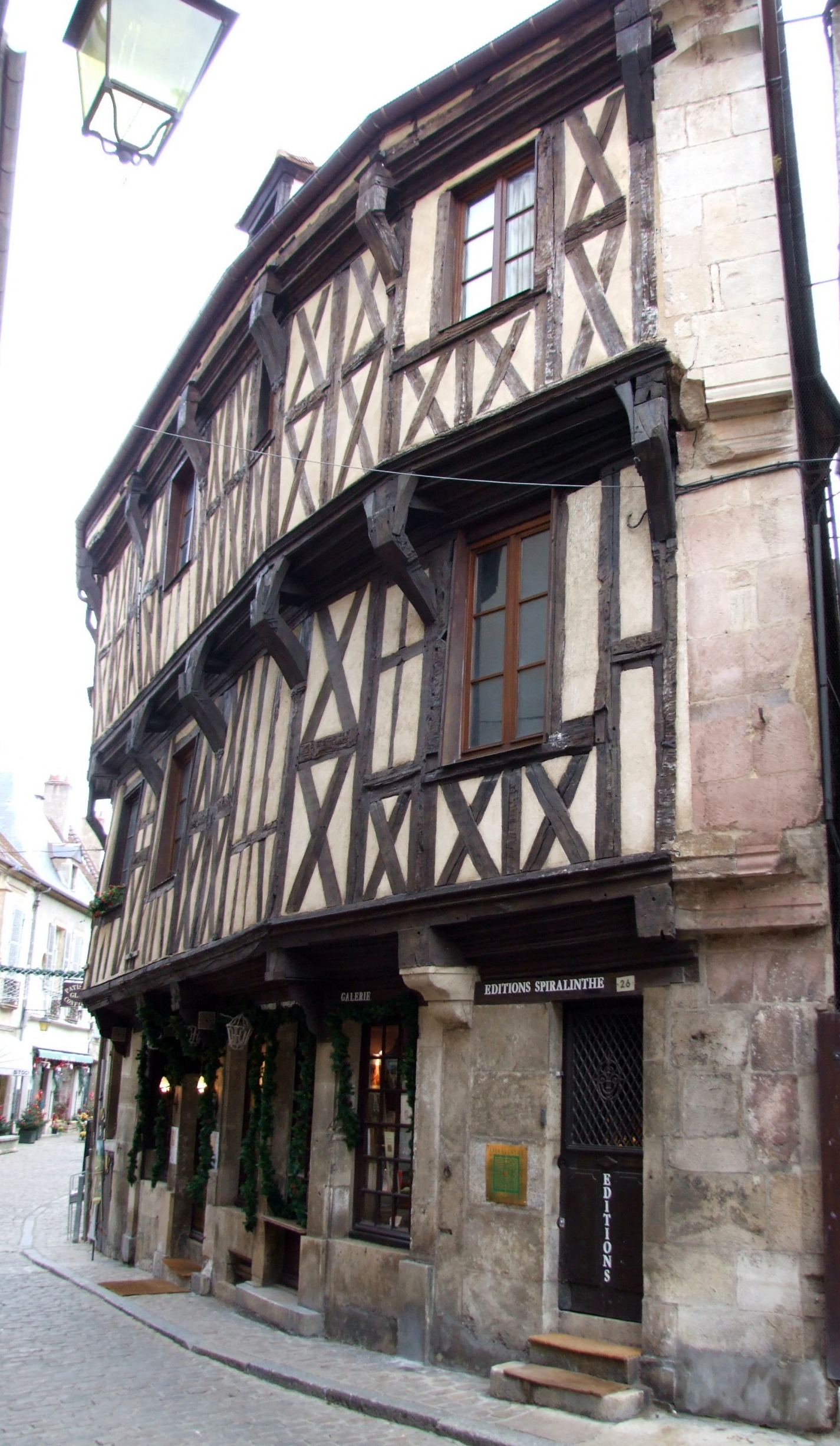
Maison à pan de bois, rue Buffon.
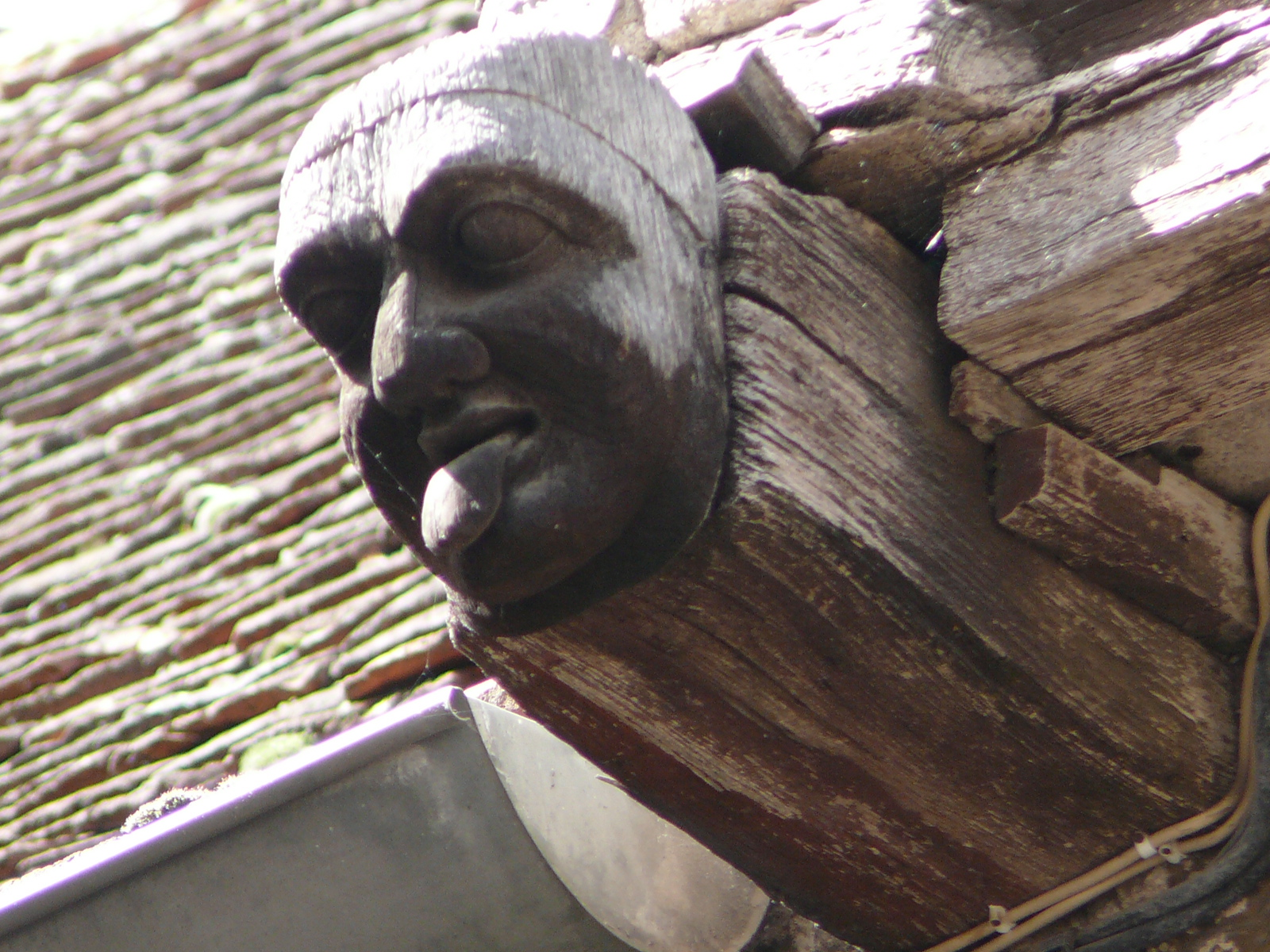
Ornement de poutre de comble, rue Renaudot.
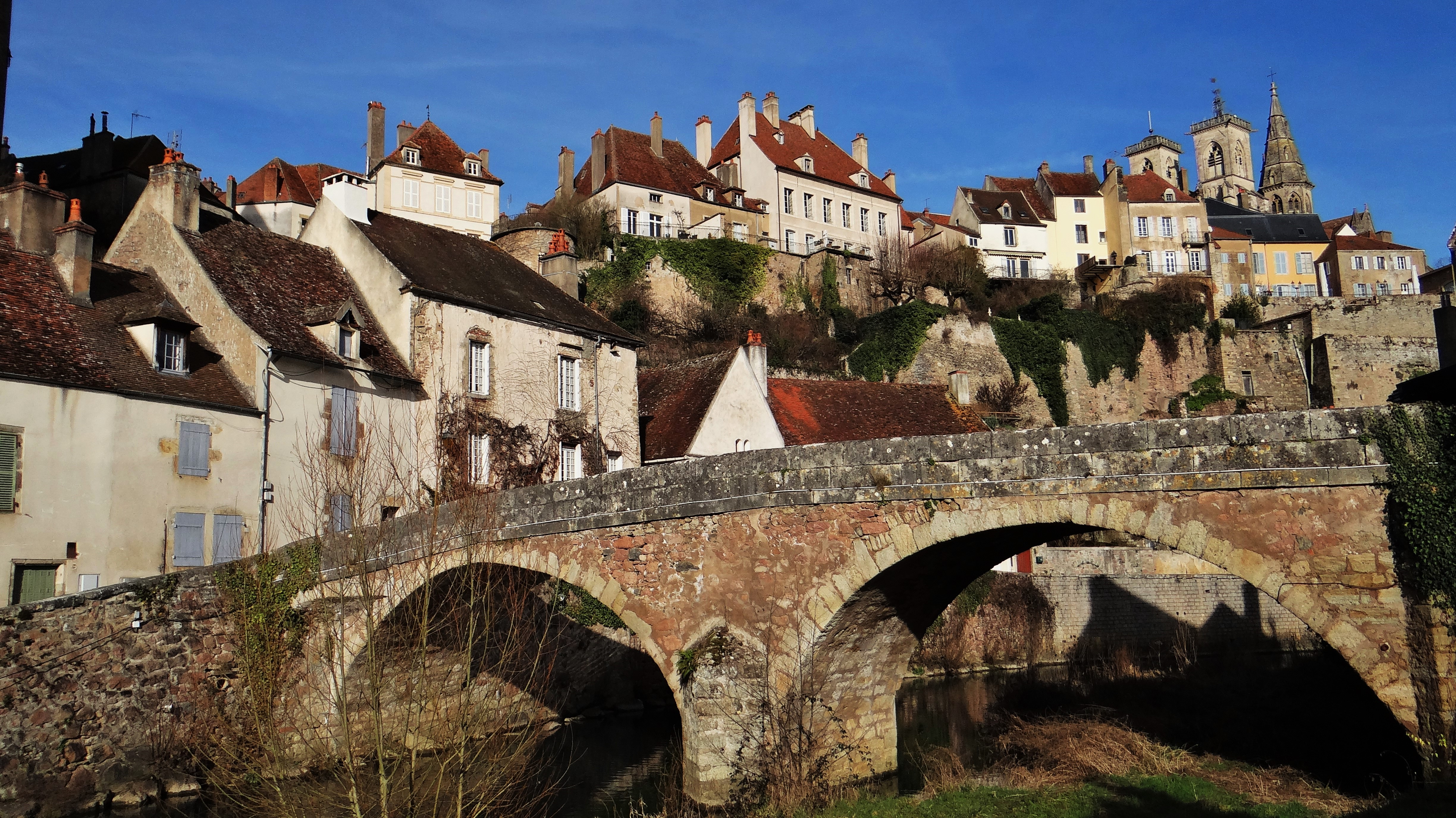
Pont Pinard.
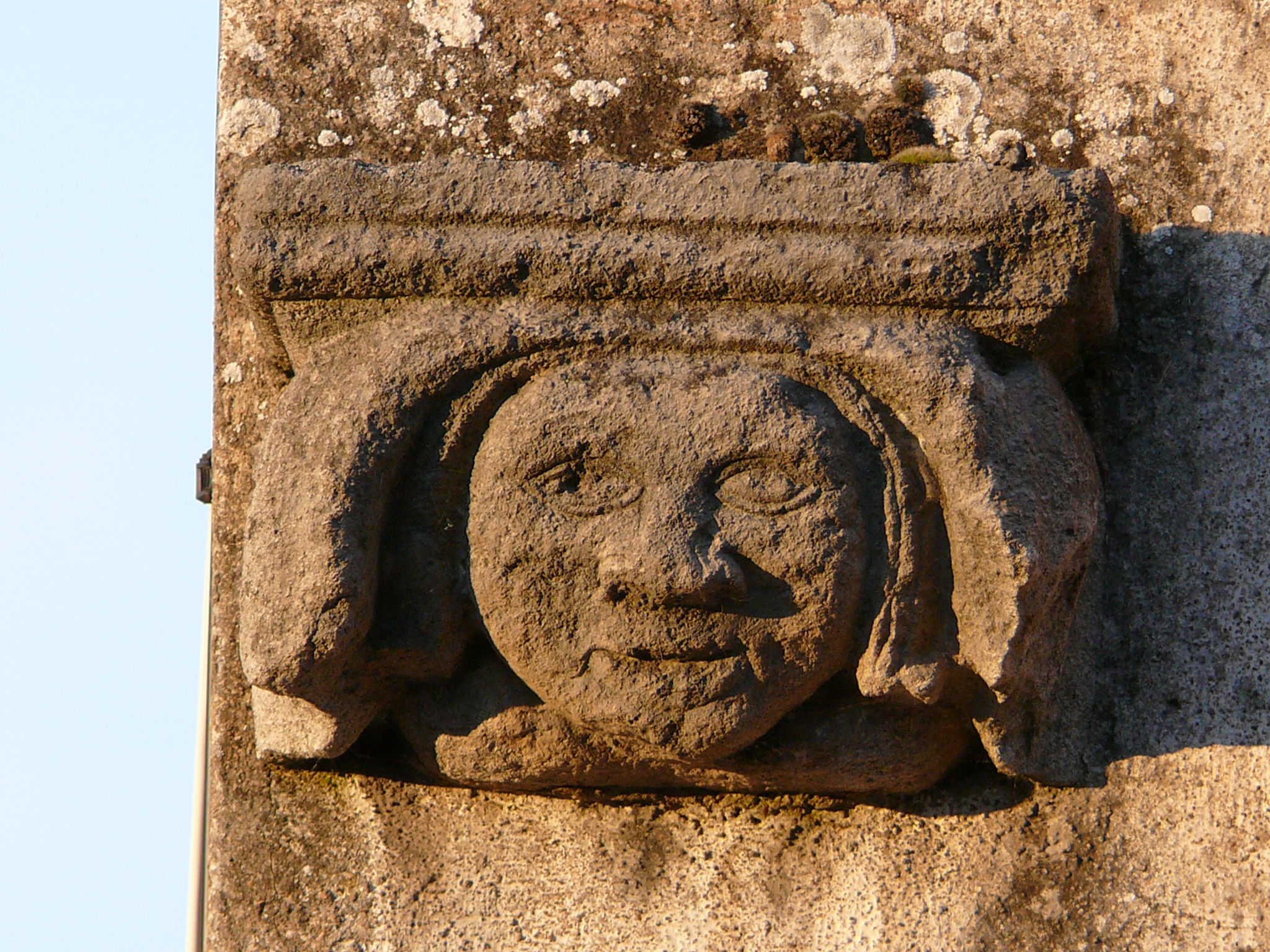
Visage sculpté sur un mur, rue de Varenne.
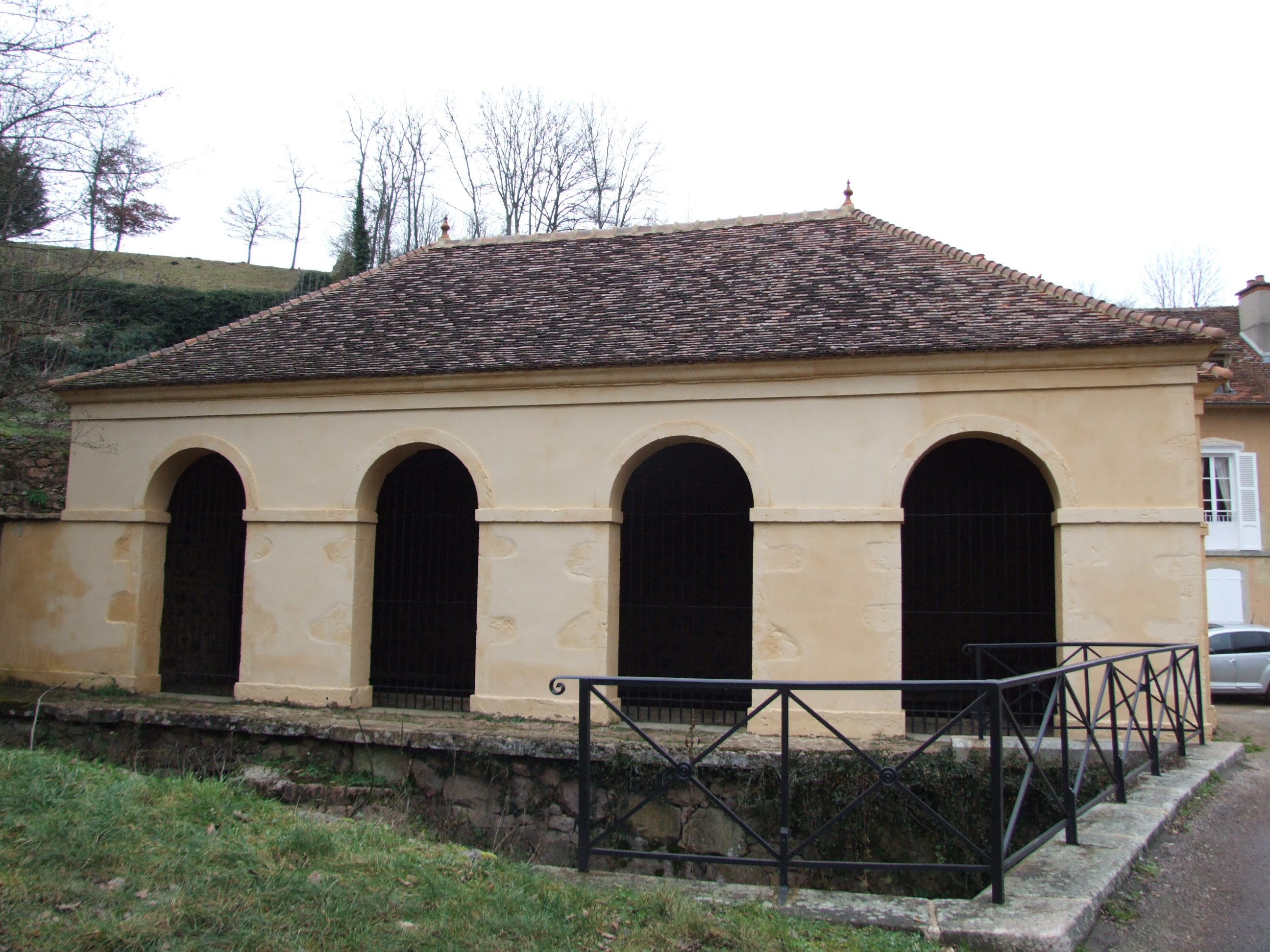
Lavoir du quai Baudon.
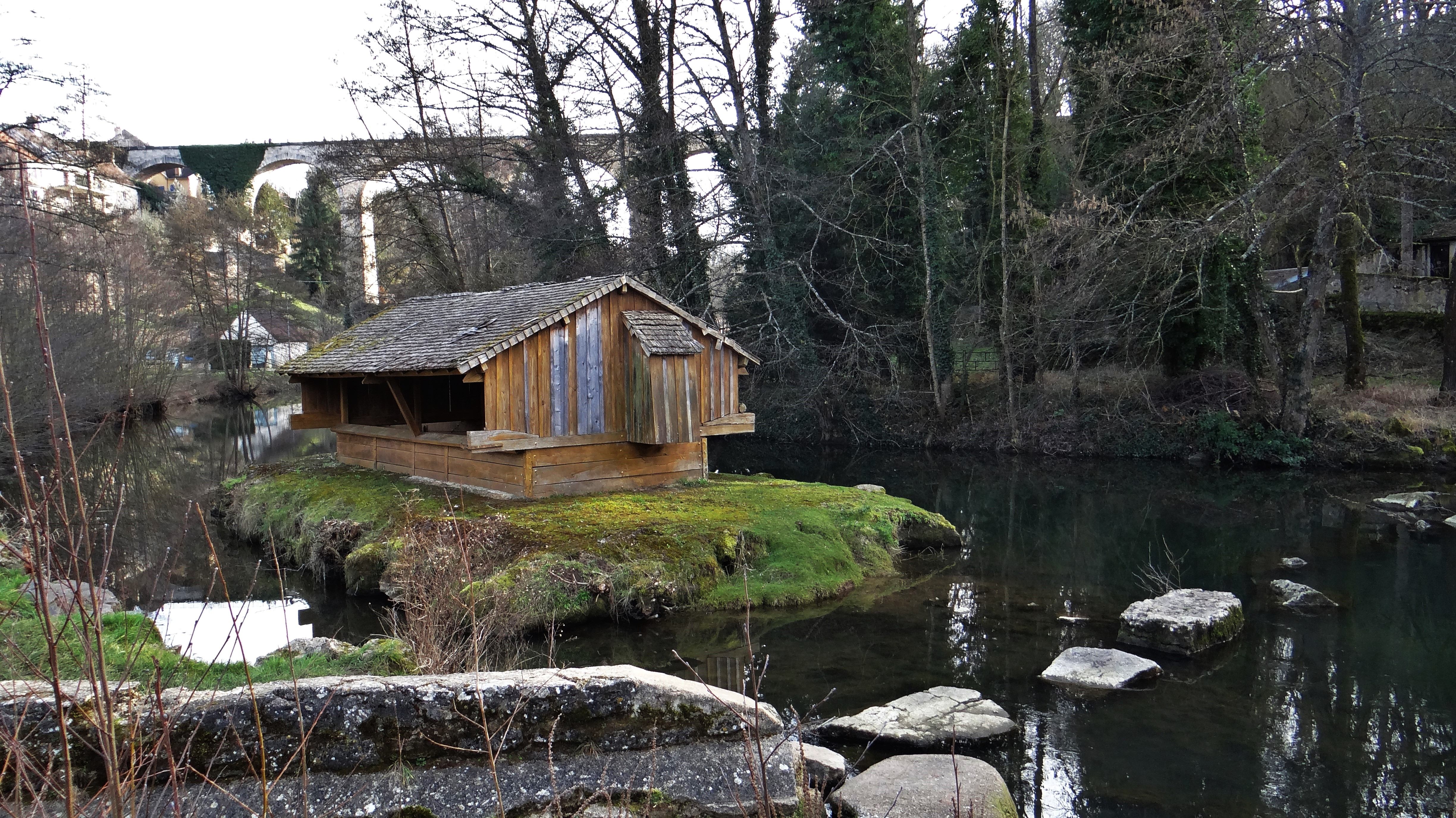
Le bateau-lavoir du Saussis et le viaduc ferroviaire.
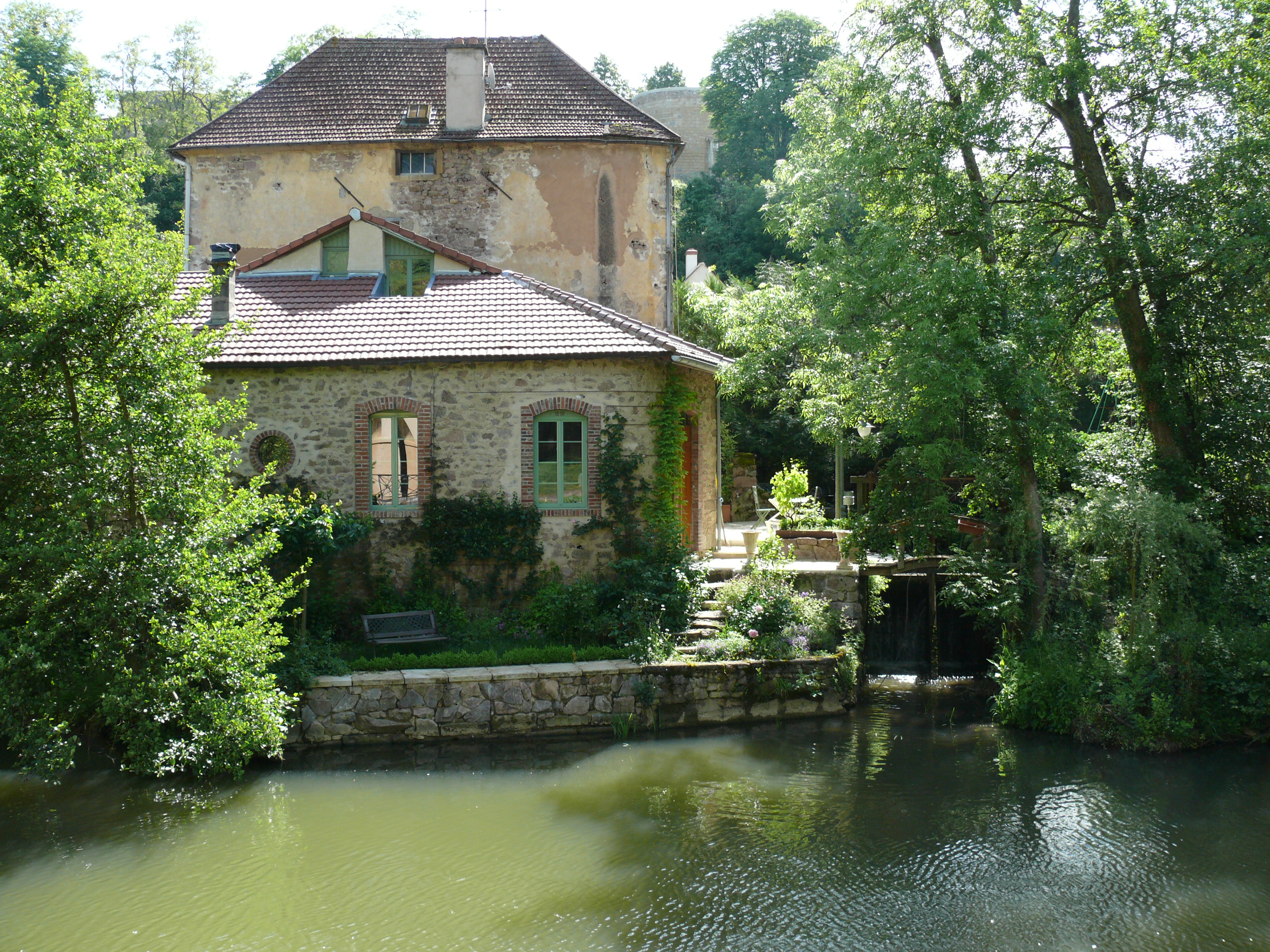
Un ancien moulin sur l'Armançon.

#### La collégiale Notre-Dame
Bâtie à partir de 1225, mais complétée à plusieurs occasions (dont une restauration par Viollet-le-Duc au XIXe siècle), la collégiale est aujourd'hui un des joyaux du gothique flamboyant en Bourgogne.

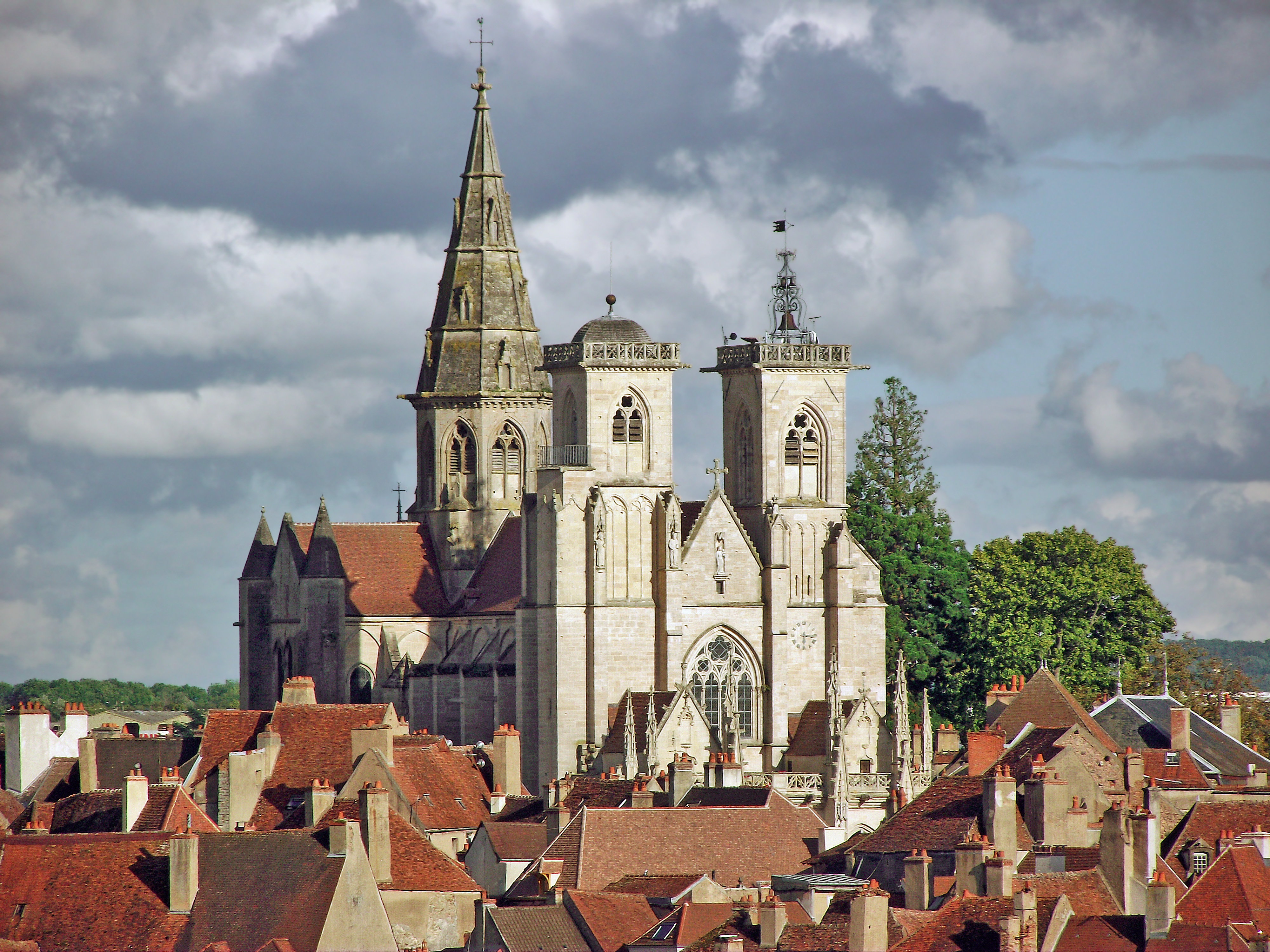
La collégiale Notre-Dame.
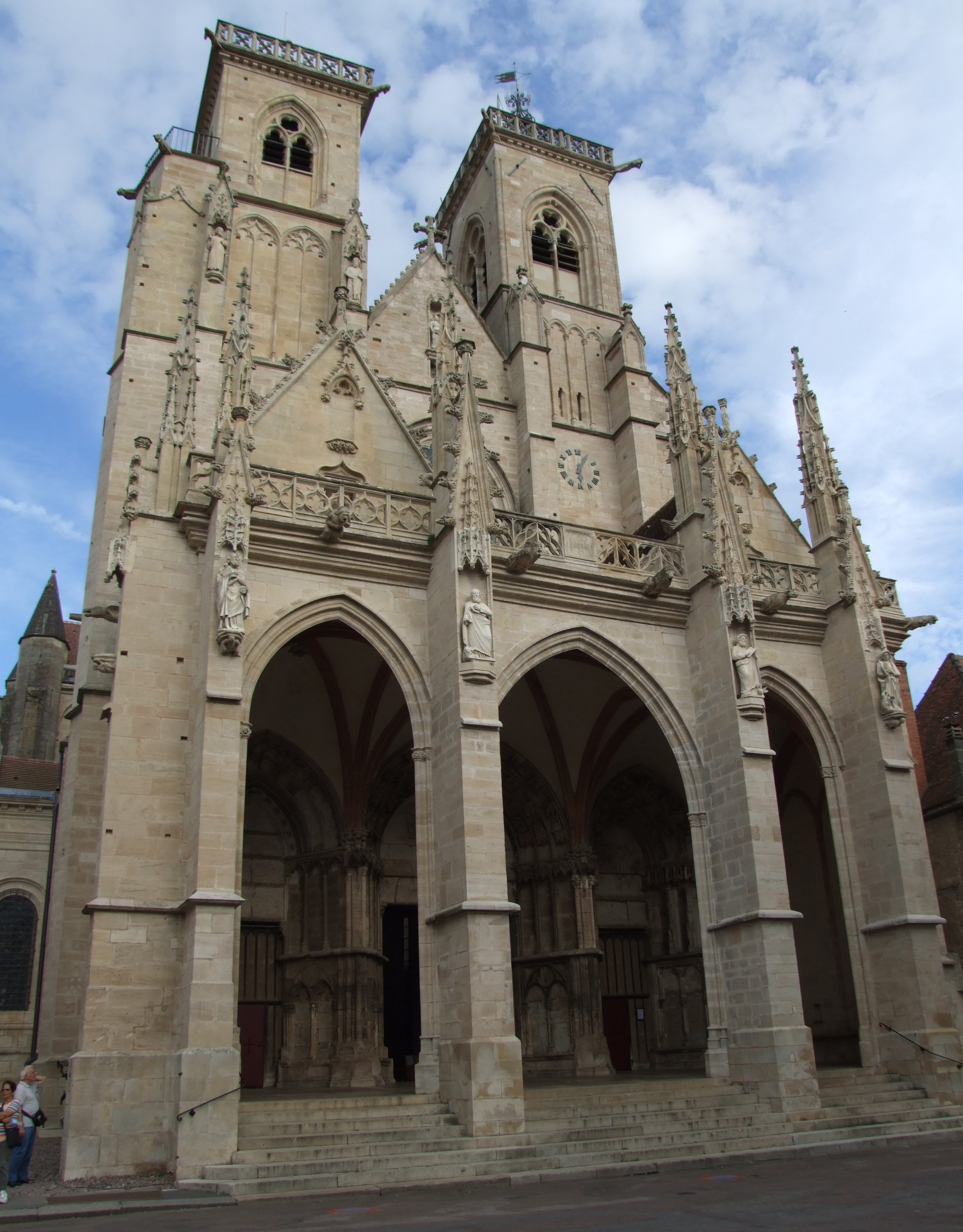
Façade.
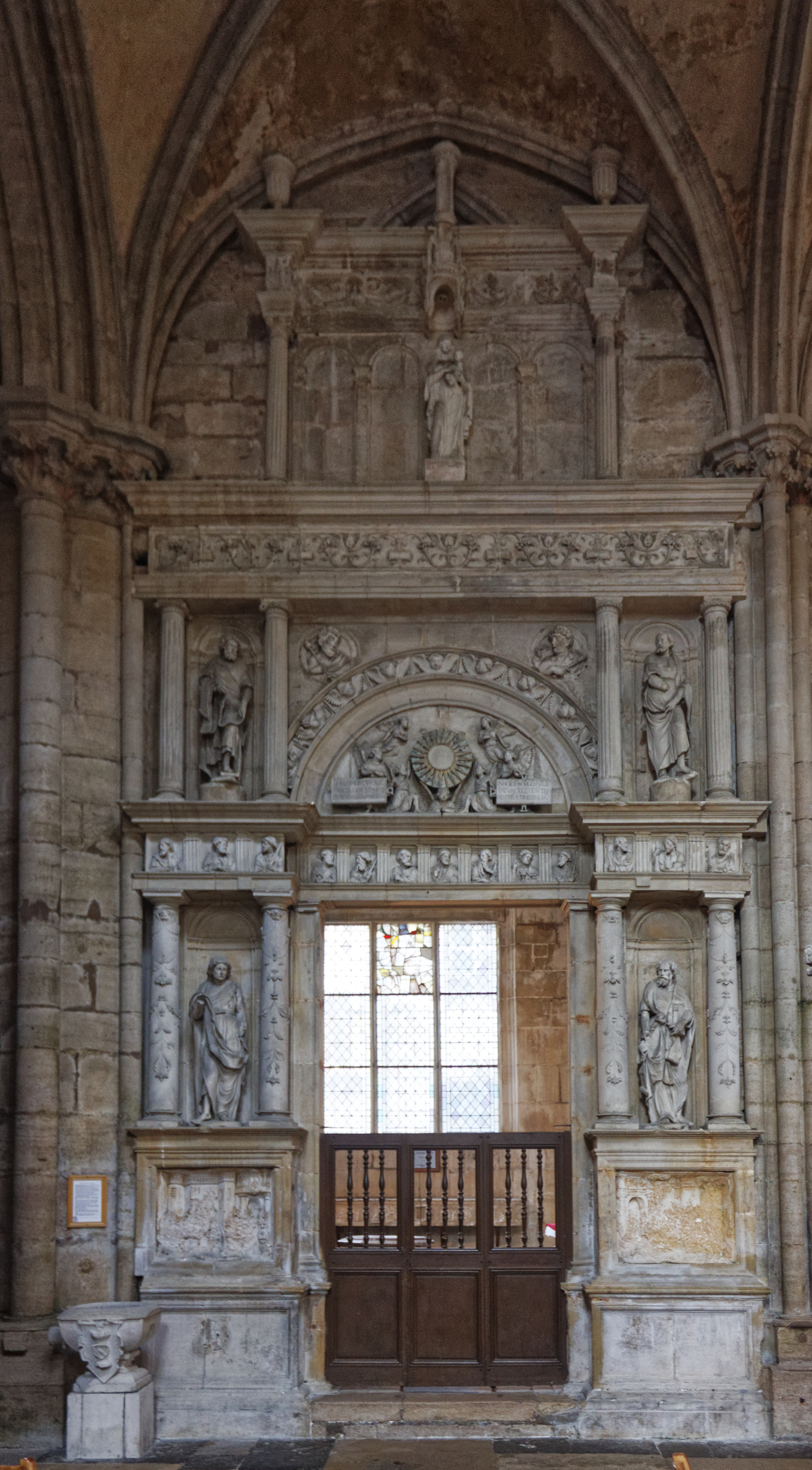
Chapelle des Fonts baptismaux avec les statues des quatre Évangélistes.
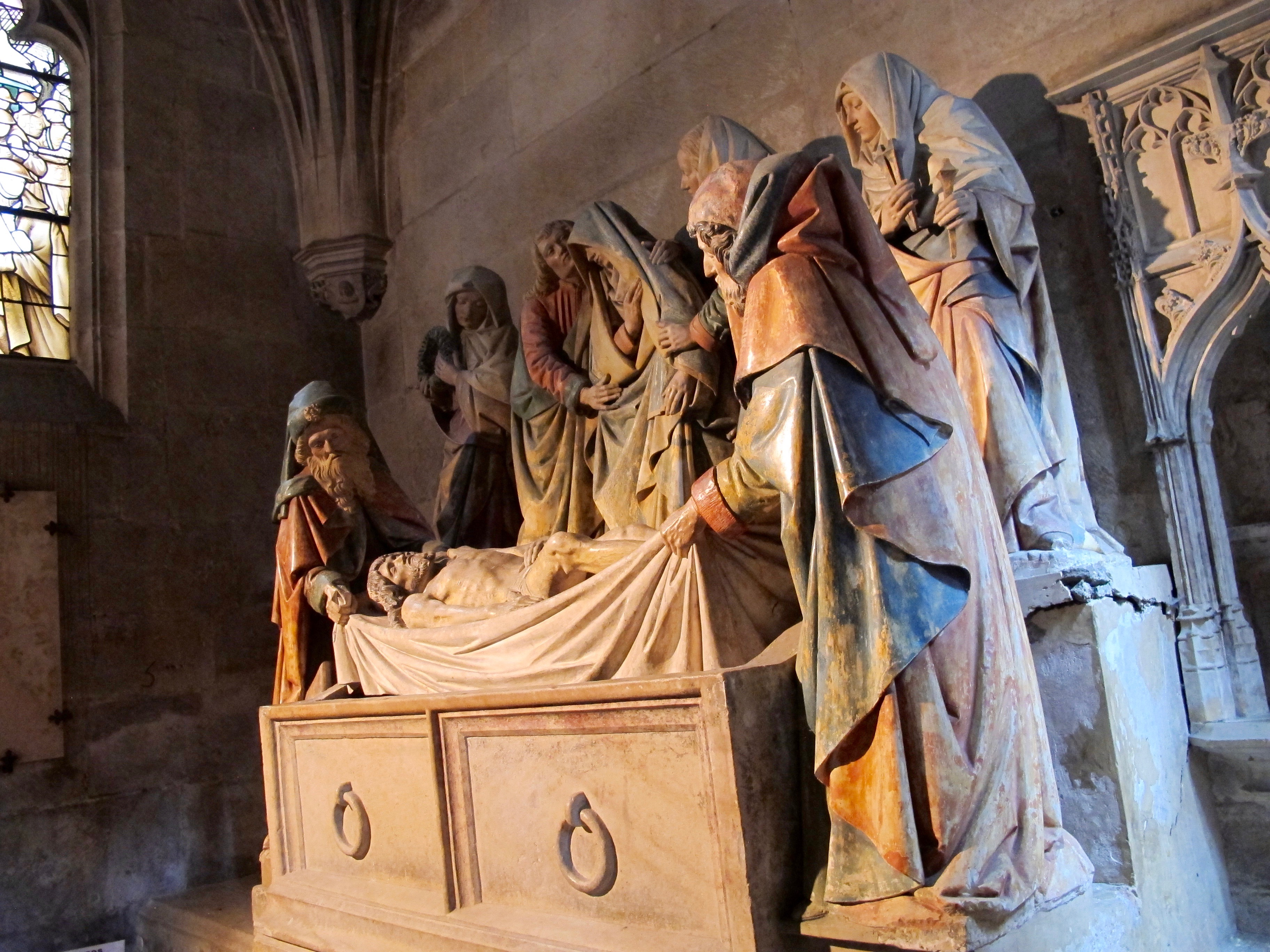
Mise au tombeau du Christ. Collégiale, chapelle Saint Lazare.

#### L'ancien hôpital général

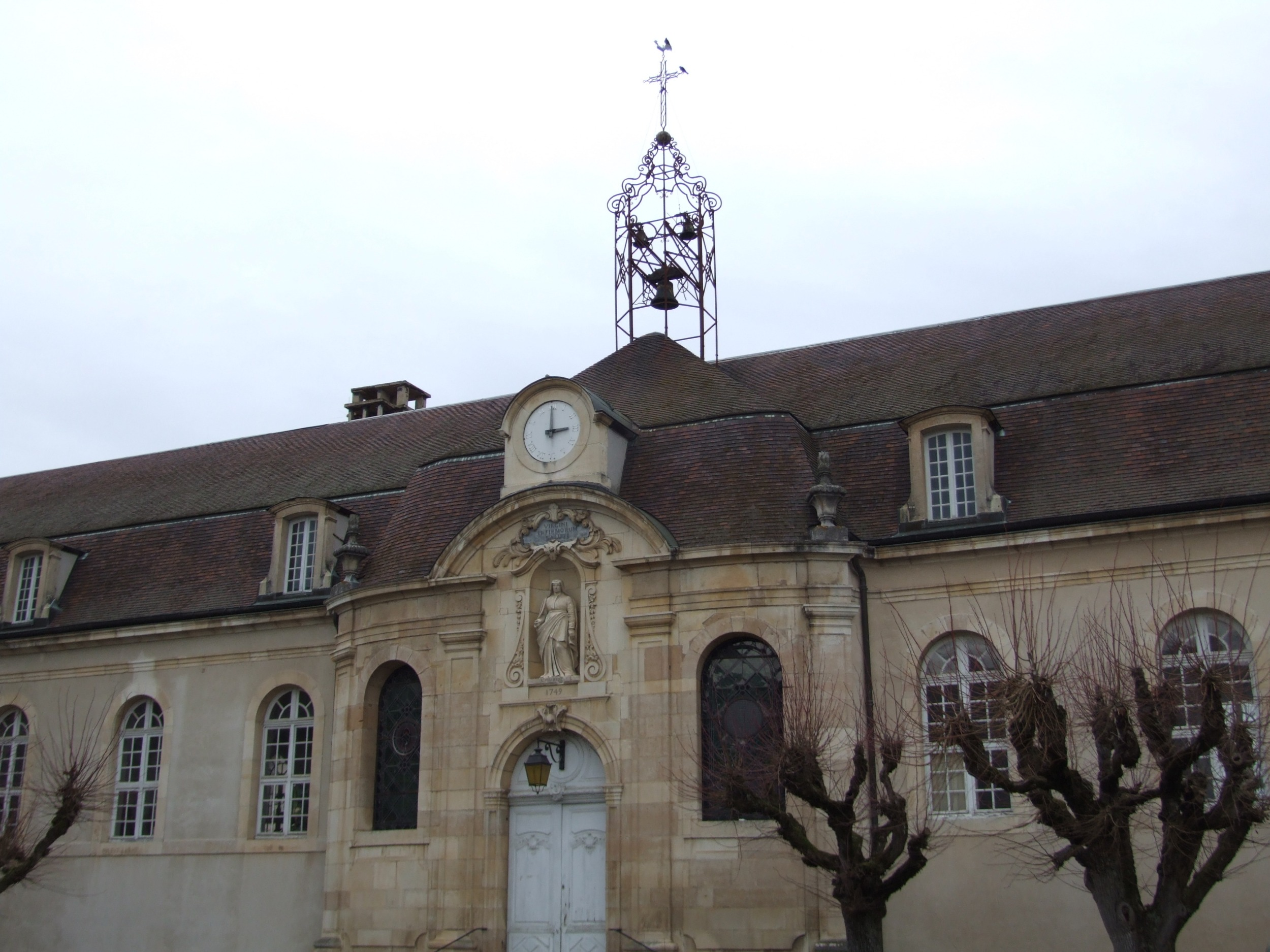
L'ancien hôpital général

L'existence d'un hôpital est attestée dans la ville depuis le XIIe siècle. Au XVIe siècle, la ville en possède même deux : - l'un servant d'Hôtel-Dieu, au faubourg des Vaux, près du pont des Minimes ; - l'autre, réservé aux lépreux, près de la chapelle Saint-Ladre ou Saint-Lazare sur la route de Précy-sous-Thil.
Face à la vétusté et l'insuffisance des locaux, le gouverneur de Bourgogne, Louis-Henri de Bourbon-Condé, conseille aux administrateurs l'acquisition de l'hôtel du Châtelet dans le quartier du Château. Ce dernier, propriété de Florent-Claude du Châtelet-Lomont, par ailleurs gouverneur de la ville, cherche d'ailleurs à la vendre. Le contrat d'acquisition, signé le 5 juin 1734, précise que l'achat comprend des bâtiments, logements, granges, écuries, remises, triple cour, grand et petit jardin. Le bien est vendu pour 20 000 livres.
Le nouvel hôpital connaît plusieurs évolutions au XVIIIe siècle : une ou deux salles de malades (1745), une chapelle (1748), un portal (1770-1771), un logement pour le chapelain (1775-1776) et une extension (1782-1783).
Au début du XIXe siècle, l’hôpital de Semur s’est agrandi d’une nouvelle aile, qui ferme symétriquement la cour d’entrée en forme de U. Il s’agit d’un bâtiment construit en 1843-1844, et financé par le legs de Pierre-Marie Arnault, avocat à Semur.
Au XXe siècle, le site abrite également un centre de tabacologie et un EHPAD. Ces structures ont été depuis transférées au centre hospitalier de la ville.
Vendus par la municipalité, les bâtiments ont été acquis par une société souhaitant transformer le site en résidence pour seniors catholiques.

#### Le donjon
Le château de Semur-en-Auxois, appelé aussi Donjon, est reconstruit au XIIIe siècle. Malgré son démantèlement au XVIIe siècle, l'architecture urbaine conserve quelques traces notables de son existence :
- La tour Lourdeault ou de l'Orle d'Or, la plus imposante par sa hauteur de 44 mètres et par ses murs dont les bases ont 5 mètres d'épaisseur. Après 1368, elle sert de grenier à blé. Sa lézarde date de 1602 et son sommet était autrefois cerclé de métal doré. Elle est le siège depuis 1904 de la Société des sciences de Semur-en-Auxois, qui en est affectataire par accord avec la municipalité de Semur afin d'y exposer ses collections et d'y installer sa bibliothèque[36].
- La tour de la Géhenne anciennement tour de la Boucherie. Elle servit de grenier à sel.
- La tour du Pin ou tour de la Prison.
- La tour Margot, attenante au théâtre municipal.

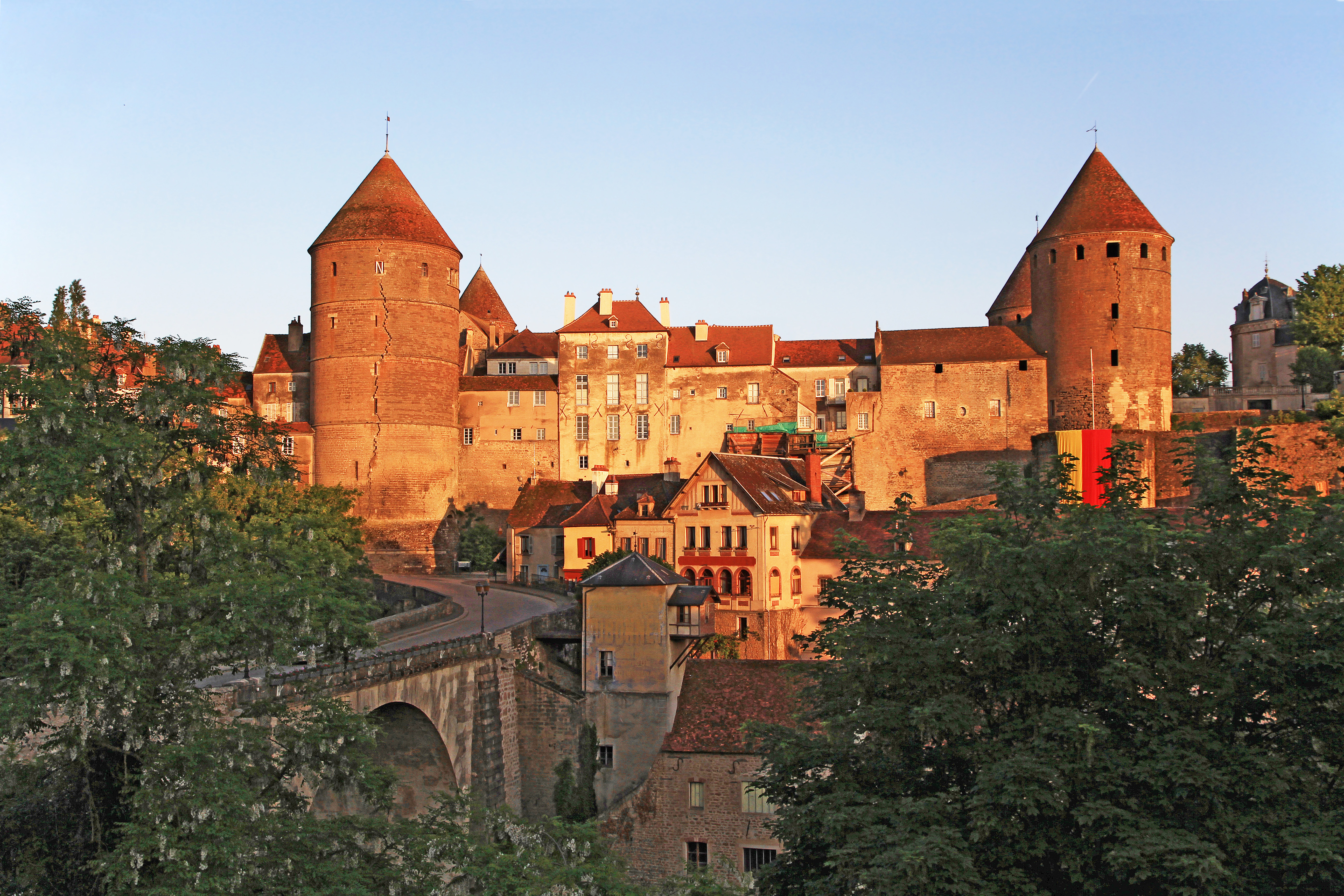
Le donjon au-dessus de l'Armançon.
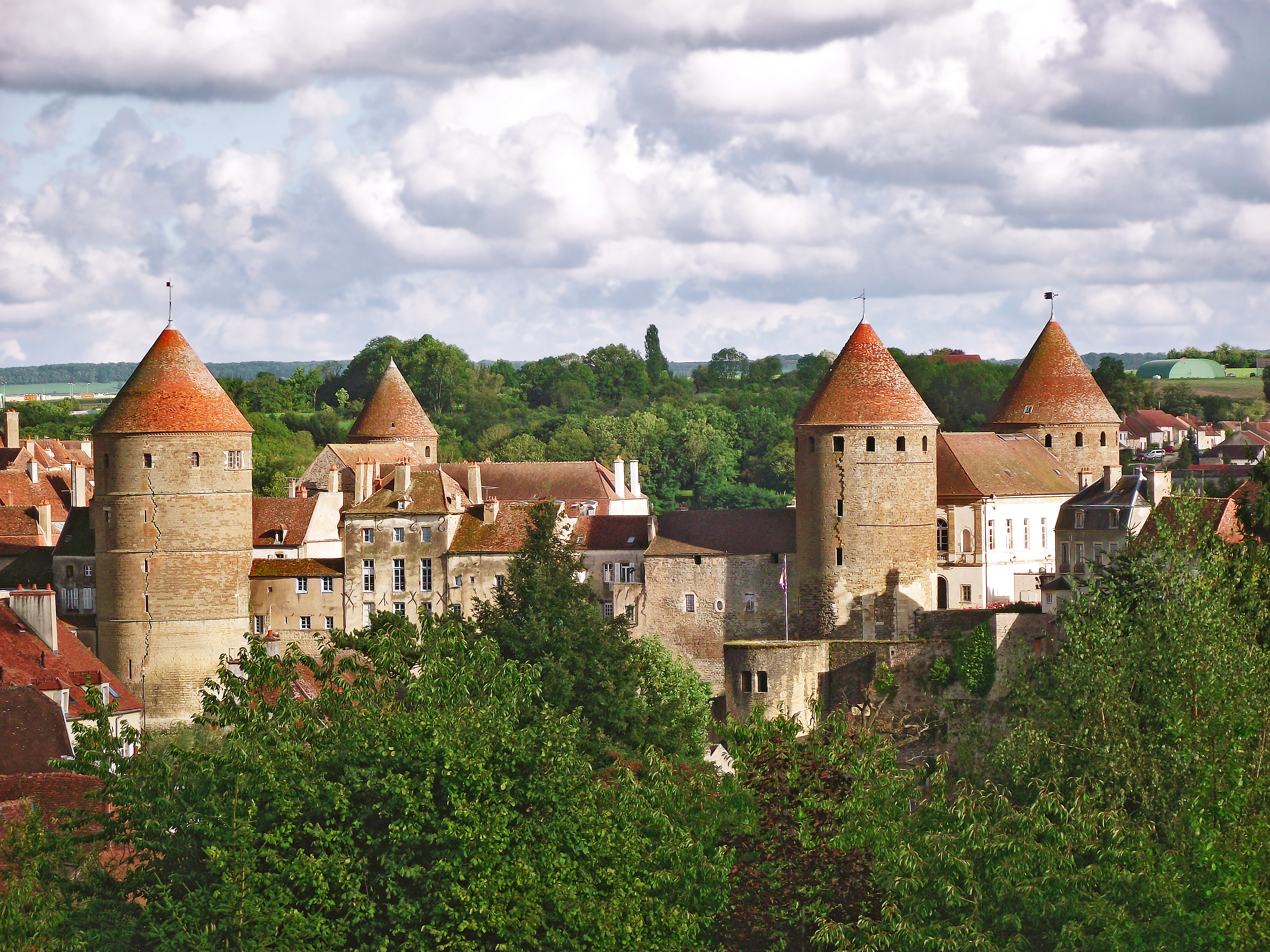
De gauche à droite la tour de l'Orle-d'Or, la tour de la Prison, la tour de la Gehenne et la tour Margot.
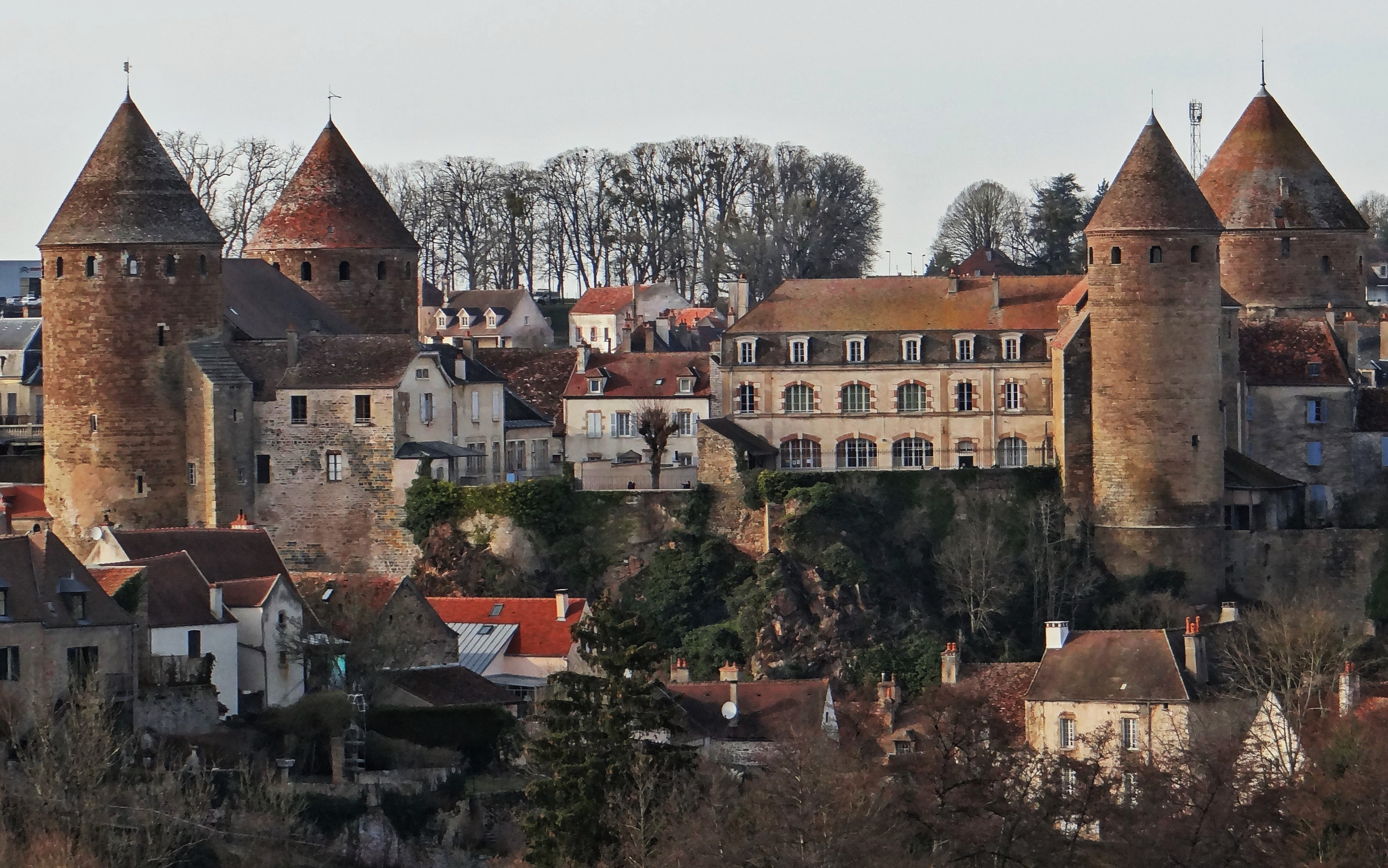
Le donjon.

#### La course de la bague
Il existait,, à Semur-en-Auxois, en 1566, lors de la foire de la Pentecôte, une "Course des chausses" qui était une course à pied. La femme du gouverneur aurait exigé son remplacement par une course à cheval. Elle est créée en 1639. En 1651, cette nouvelle course bénéficie d'un prix prestigieux : une bague en or. Cette course a toujours lieu. En 2019, la commune en a organisé la 381e édition. Elle se court sur le mail, large allée pédestre le 31 mai de chaque année, Elle rassemble des cavaliers émérites, portant hautes les couleurs de propriétaires et d’éleveurs de la région. Les cavaliers doivent parcourir une distance de 2 112 mètres en ligne droite sur terre battue. La course de la Bague ne dure pas plus de deux minutes.

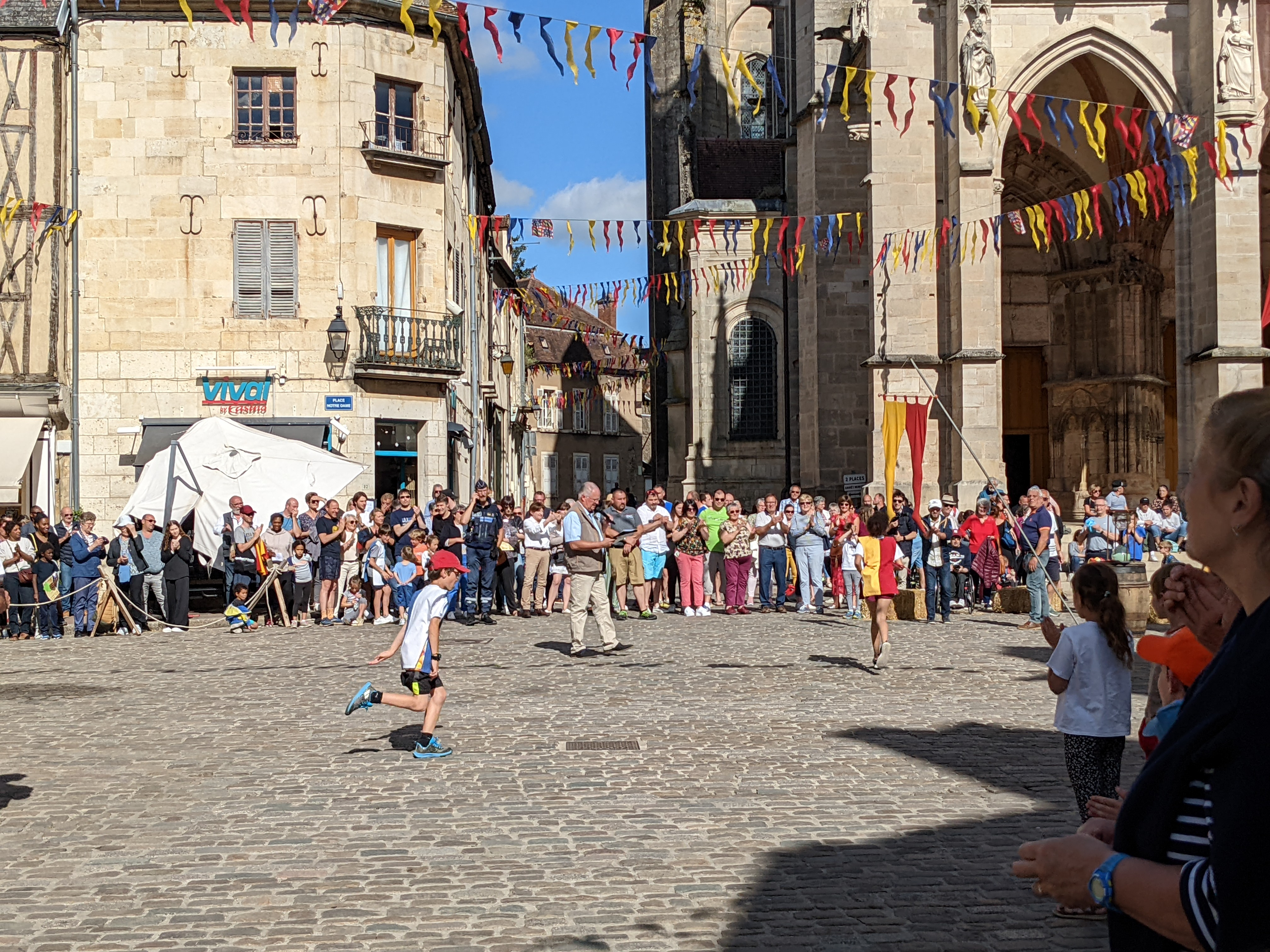
Arrivée de la course des chausses

La "Course des chausses" est encore organisée durant la semaine précédant la course de la bague. Elle se dispute en différentes catégories d'âge et de genre, avec un parcours dans le centre historique de Semur-en-Auxois.

#### Théâtre municipal
Au XIXe siècle, la municipalité envisage de remplacer la salle de l'ancienne comédie, située dans le bourg Notre-Dame, par un édifice plus moderne. Grâce à un legs de Lazare Gueneau d'Aumont en 1840, la possibilité de créer un espace approprié est engagée. Ce dernier occupera l'espace proche de la halle aux blés et de la tour Margot.

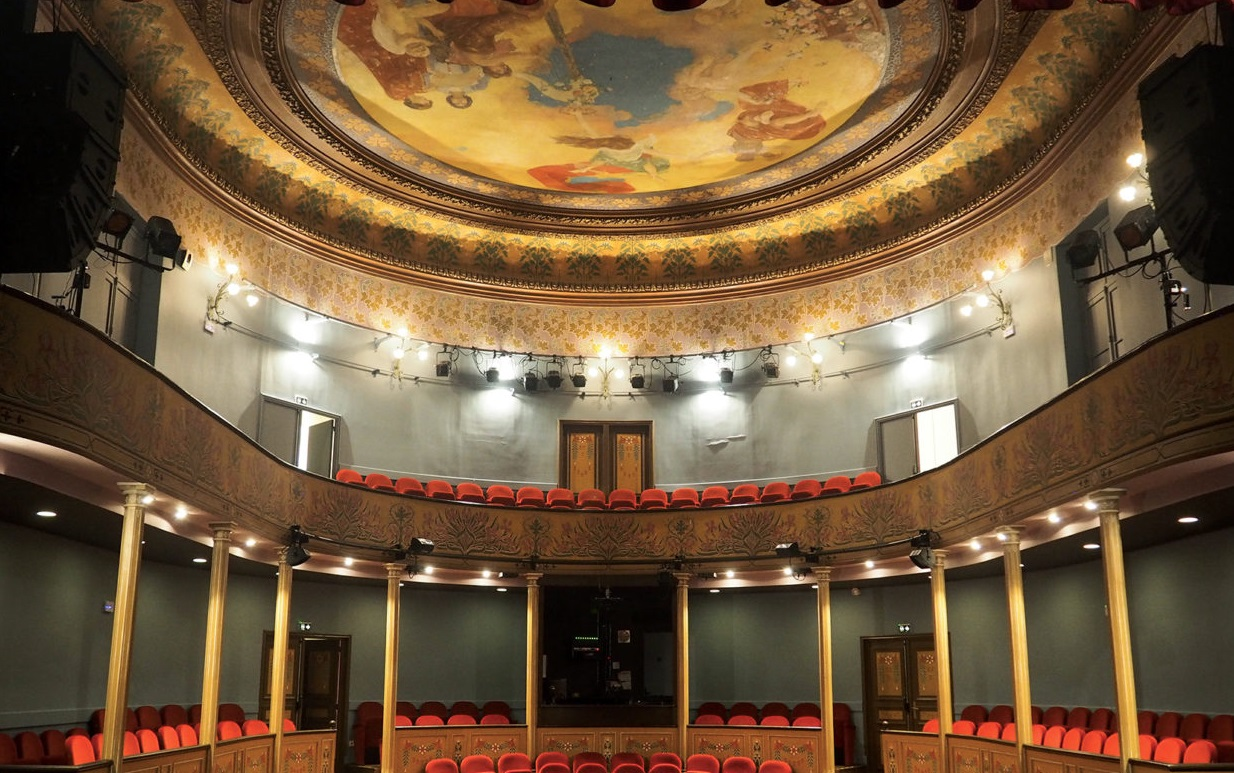
Théâtre municipal de Semur-en-Auxois

À la suite d'un incendie le 5 août 1901, le projet de reconstruction est acté dans un style Empire confié à l'architecte Hector Marcorelles. Faute d'un budget assez important, le projet d'une coupole est abandonné au profit d'un simple plafond. Confié à l'artiste semurois Henri Collin, ce dernier célèbre la Musique et l'Art du Chant tout en incluant une phrase anticléricale ; symbole du contexte national marqué par la question de la séparation de l'Église et de l'État.
Le Théâtre à l'italienne comporte un étage de loge sur plan en U ainsi qu'un parterre pour le peuple. Quant aux peintures décoratives, de style Art nouveau, elles sont dues à l'artiste dijonnais Communaudot.
L'édifice a fait l'objet de plusieurs restaurations comme en 1987 et au cours des années 2010.

### Musée et bibliothèque
Installé dans l'ancien couvent des Jacobins datant du XVIIe siècle, le musée de Semur-en-Auxois est créé par la municipalité en 1836 grâce à l'appui du sous-préfet Larribe et du député Vatout. Les salles sont aménagées entre 1836 et 1886 et comportaient à la fin du XIXe siècle une galerie des Beaux-Arts ainsi que des collections de paléontologie et géologie enrichies par plusieurs membres de la Société des sciences de Semur-Auxois. Dans le même esprit, un cabinet de curiosité dédié à la zoologie est également institué.
Contigu au musée, la bibliothèque municipale est créée à la suite des décrets de l'Assemblée nationale des 2 et 4 novembre 1789 visant la mise à disposition des biens des communautés religieuses. Semur-en-Auxois vit ainsi arriver dans ses fonds les bibliothèques des Carmes ainsi que des communautés extérieures à la ville comme les bénédictins de Moutiers-Saint-Jean, les moines de Flavigny-sur-Ozerain et les cordeliers d'Alise-Sainte-Reine. S'ajoutèrent à ces collections religieuses les ouvrages constituant les fonds Févret de Fontette et de Saint-Mesmin. La bibliothèque patrimoniale compte ainsi de nombreux livres imprimés, mais également 140 manuscrits dont le plus ancien est une Vie de saint Jérome de Réome datant des environs de l'An Mil. Parmi les autres imprimés notables, la bibliothèque possède un exemple de l'Encyclopédie de Diderot et d'Alembert ainsi qu'une Histoire naturelle de Buffon.

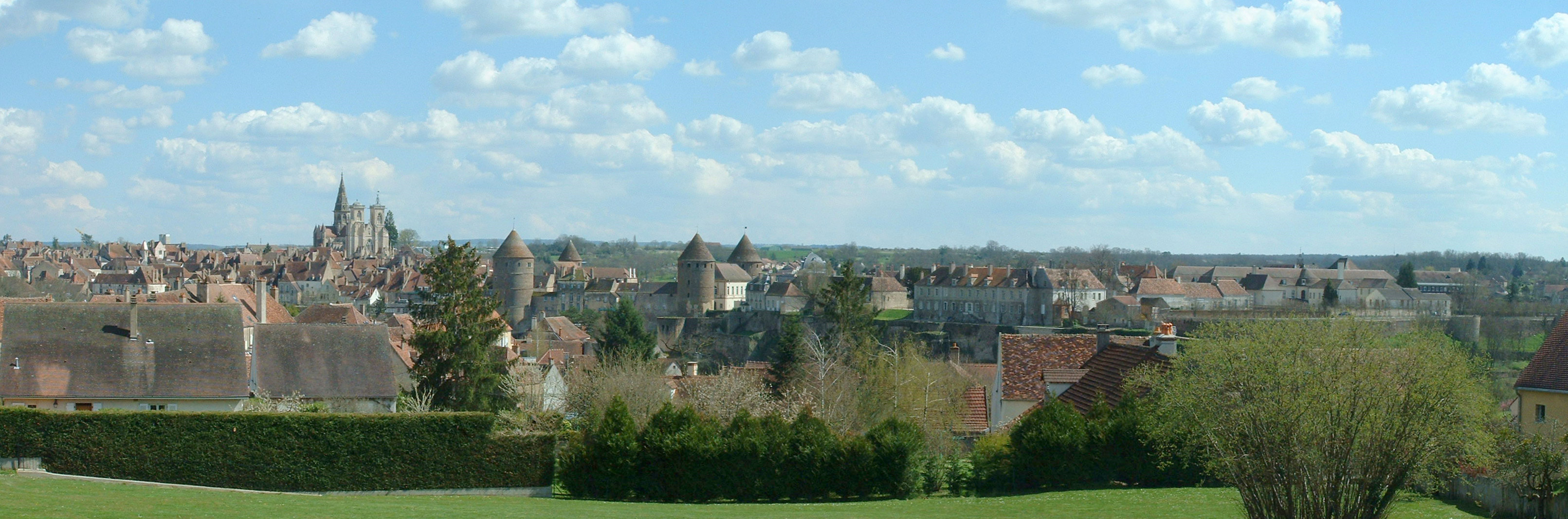
Vue de la vieille ville.

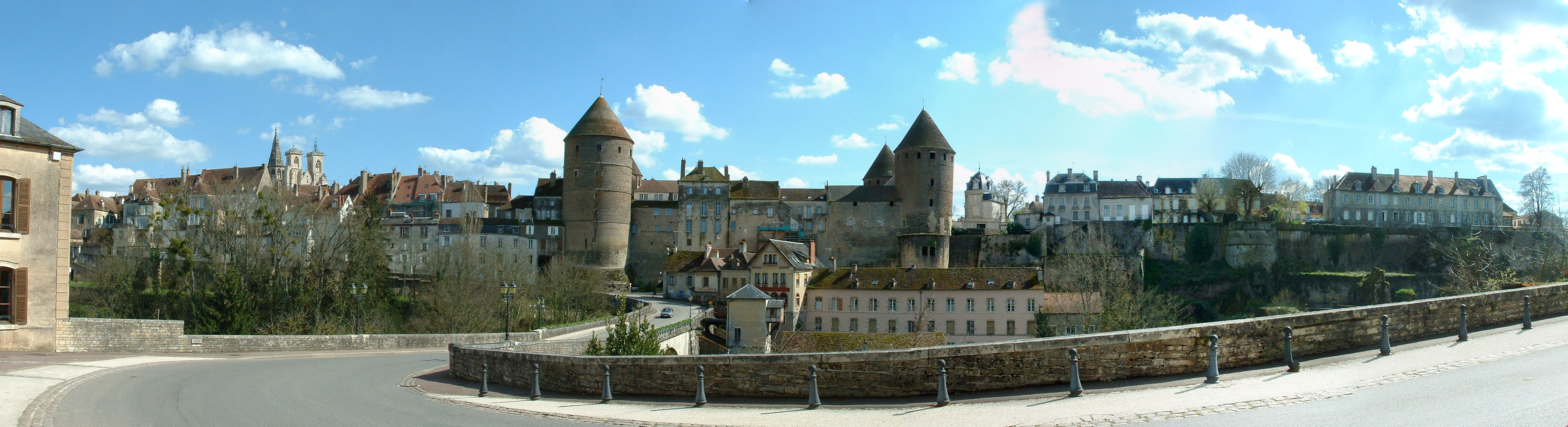
Vue de la vieille ville..

### Personnalités liées à la commune
- Claude Saumaise, érudit huguenot du XVIIe siècle, est né à Semur-en-Auxois.
- Gabrielle Suchon (1632-1703), née à Semur, moraliste et féministe.
- Philippe Guéneau de Montbeillard (souvent prénommé Philibert), né en 1720 à Semur-en-Auxois et mort en 1785, ornithologue.
- Bernard de Bonnard, dit le chevalier de Bonnard, poète français né et mort à Semur (1744-1784) qui fut sous-gouverneur des fils du duc de Chartres, futur Philippe Égalité.
- Charles Fevret juriste (1583-1661)
- La famille Guéneau de Mussy, qui donna plusieurs maires à la ville à la fin du XVIIIe siècle. L'un de ses membres, François Guéneau de Mussy (1774 - 1857) fut un médecin réputé, très impliqué dans les recherches sur l'aliénisme à l'hospice de Charenton. Il fut également médecin personnel des rois Charles X et Louis-Philippe. Son frère Philibert (1776 - 1854) était membre du cercle littéraire de Chateaubriand pendant le Consulat et fit toute sa carrière comme haut fonctionnaire dans les différents ministères de l'Instruction publique.
- Émilie du Châtelet vécut plusieurs années à Semur dont elle avait épousé le gouverneur.
- Voltaire, venait à Semur pour y voir son amante et amie, Gabrielle-Emilie Le Tonnelier de Breteuil. il se plut fort à Semur.
- Louis Marie Florent du Châtelet, son fils, naquit à Semur et fut gouverneur de la ville.
- Vauban fit ses études au collège des Carmes à Semur.
- Florent-Guiot, député de Semur aux États généraux de 1789, député de la Côte-d'Or à la Convention nationale, au Conseil des Cinq-Cents et au Corps législatif, juriste et diplomate.
- Claude Simon (1744-1825), évêque de Grenoble (1802-1825).
- Joseph-François de Champeaux (1775-1845), né à Semur, Ingénieur des mines, a découvert l'uranium radioactif dans de l'autunite
- Jean Vatout (1791-1848), député et homme de lettres. Il fut sous-préfet et député de la ville pendant la Restauration.
- Henriette d'Angeville, née le 10 mars 1794 à Semur-en-Auxois et morte le 13 janvier 1871 à Lausanne, plus connue sous le nom de « Mademoiselle d'Angeville, la fiancée du mont Blanc », est une alpiniste franco-suisse. Elle est la deuxième femme à gravir le mont Blanc.
- Augustin-Alexandre Dumont (1801-1884), sculpteur et ami du maire de Semur, Armand Bruzard. Il a donné à la ville les plâtres de plusieurs de ses œuvres en bronze, notamment: le Génie de la Liberté sur la Colonne de la Bastille, le Napoléon en empereur romain de la Colonne Vendôme, Humboldt, Davout à Auxerre, La Bourdonnais à Saint-Denis (La Réunion). On peut les admirer au musée municipal.
- Henri Lemulier (1803-1872), homme politique né à Semur-en-Auxois, député de la Côte-d'Or de 1849 à 1851.
- Anatole Philipot (1844-1923), homme politique né à Semur-en-Auxois, sénateur de la Côte-d'Or de 1907 à 1921.
- Émile Charles Dameron, peintre français, né à Semur-en-Auxois en 1848, mort à Paris en 1908.
- Jacques Godard, né à Semur en 1762, avocat à Paris, député à la Constituante.
- Augustin Mouchot (1825-1912), ingénieur français né à Semur, qui a travaillé sur l'énergie solaire.
- Anna Judic, chanteuse de café-concert (1849-1911), est née à Semur.
- André Maire 1898-1984, artiste peintre gendre de Émile Bernard, qui vécut et mourut à Semur.
- Jacques Dubois (1929-2016), enseignant et archéologue français, né à Semur-en-Auxois où il est inhumé.
- Pascal Commère, écrivain et poète né à Semur le 17 décembre 1951.
- Marcel Bozonnet, acteur et metteur en scène, né à Semur-en-Auxois en 1944
- Adrienne Charmet, historienne et militante, y est née en 1979.
- Pierre-Yves Bon, acteur français, y est né et y a passé sa jeunesse.
- Marc Ogeret y a vécu la fin de sa vie, et y est mort en 2018.
- Louis de Funès, acteur français, y a tourné le film Ni vu, ni connu en 1958.

### Semur dans les arts et la culture

#### Cinéma
Semur-en-Auxois a servi de décor cinématographique :
- L'auberge du Péché (1949), de Jean de Marguenat ;
- La Route joyeuse (1957), de Gene Kelly ;
- Ni vu... Ni connu... (1958), d'Yves Robert d'après Alphonse Allais, avec Louis de Funès, Moustache, Pierre Mondy, Madeleine Barbulée et Claude Rich. Semur est devenu pour l'occasion Montpaillard, « la ville la plus calme de France » ;
- Les Trois Mousquetaires (1961), de Bernard Borderie, avec Gérard Barray, Daniel Sorano, Georges Descrières, Jean Carmet, Mylène Demongeot et Guy Tréjan ;
- Points de Mire (1964), d'Alain Boudet ;
- Clérambard (1969) d'Yves Robert avec Philippe Noiret, fut également tourné en partie à Semur[44] ;
- Dames Galantes (1990), de Jean-Charles Tacchella, avec Richard Bohringer ;
- Jeanne la Pucelle: Parties 1 & 2 (1993/4), de Jacques Rivette ;
- Le Prince et le souffre-douleur (1994), de Sydney Macartney, avec Nic Knight, Mathilda May, Truan Munro ;
- (doc) Les Passeurs (1996) de Anne Peyrègne et Valérie Denesle ;
- Berlin Niagara (2000), de Peter Sehr, avec Daniel Craig et Charles Berling (tournage en 1996, titre prévu à l'époque : « Obsession ») ;
- (tv) La Marquise des ombres (2011), d'Édouard Niermans, avec Anne Parillaud (Marie-Madeleine Dreux d’Aubray, marquise de Brinvilliers) ;
- La Boucle (2011), de Gérard Courant ;
- Inventaire filmé des rues et places de Semur-en-Auxois (2014), de Gérard Courant.

#### Littérature
Semur apparaît dans :
- Le Désir d'amour (1898), Maurice Leblanc, nouvelle publiée dans Le Journal du 22 novembre 1898.
- L'Appel de la route (1921), Edouard Estaunié Académie française
- Le grand Voyage (1963), Jorge Semprun (Le Gars de Semur) ;
- L'Écriture ou la Vie, Jorge Semprun, Éditeur Folio/Gallimard, Folio no 2870, 400 pages, 1994.

#### Musique
De 1990 à 1993, le théâtre de Semur fut le berceau de l'Opéra d'Automne conçu par le maire de Semur, Jean-Marie Magnien. Ce festival, soirées lyriques et concerts symphoniques, présenta quatre opéra de Mozart, Cosi fan Tutte, l'Enlèvement au Sérail, Les Noces de Figaro, Don Giovanni. Son succès, populaire et professionnel, dû à la qualité des spectacles, commençait à implanter cette manifestation musicale dans le paysage des festivals internationaux. La dernière année vit en effet la maison d'édition allemande Bärenreiter lui proposer l'exclusivité de la création française de la Messe Solennelle de Berlioz, récemment découverte, sous les auspices de la Présidence de la République et de l’Unesco, en la basilique de Vézelay, avec France-Télévision. Le concert, enregistré par France-Musique, donna lieu au premier enregistrement mondial de l’œuvre, par le chœur et l'orchestre de la Philharmonie Nationale de Cracovie sous la direction de Jean-Paul Penin.

### Héraldique
| Blason de Semur-en-Auxois | Blason  | D'azur à la tour d'argent crénelée de cinq pièces, maçonnée de sable, chargée d'un écusson bandé d'or et d'azur à la bordure de gueules. |
| Blason de Semur-en-Auxois | Détails | Malte-Brun indiquait dans La France illustrée (1882) : De gueules à la tour crénelée d'argent, maçonnée de sable, chargée d'un écu bandé d'or et d'azur de six pièces. Toutefois, les armes affichées et utilisées par la municipalité présentent un champ d'azur. Le statut officiel du blason reste à déterminer. |